# Eine schrecklich nette Familie/Episodenliste
Diese Episodenliste enthält alle Episoden der US-amerikanischen Fernsehserie Eine schrecklich nette Familie, sortiert nach der US-amerikanischen Erstausstrahlung. Zwischen 1987 und 1997 entstanden in elf Staffeln insgesamt 259 Episoden.

## Übersicht
| Staffel | Episodenanzahl | Erstausstrahlung USA | Erstausstrahlung USA | Deutschsprachige Erstausstrahlung | Deutschsprachige Erstausstrahlung |
| Staffel | Episodenanzahl | Staffelpremiere      | Staffelfinale        | Staffelpremiere                   | Staffelfinale                     |
| ------- | -------------- | -------------------- | -------------------- | --------------------------------- | --------------------------------- |
| 1       | 13             | 5. April 1987        | 28. Juni 1987        | 19. Februar 1992                  | 5. August 1992                    |
| 2       | 22             | 27. September 1987   | 1. Mai 1988          | 6. März 1992                      | 7. April 1992                     |
| 3       | 22             | 6. November 1988     | 21. Mai 1989         | 8. April 1992                     | 12. Mai 1992                      |
| 4       | 23             | 3. September 1989    | 13. Mai 1990         | 13. Mai 1992                      | 22. Juni 1992                     |
| 5       | 25             | 23. September 1990   | 19. Mai 1991         | 24. Juni 1992                     | 4. August 1992                    |
| 6       | 26             | 8. September 1991    | 17. Mai 1992         | 3. Januar 1994                    | 22. November 1994                 |
| 7       | 26             | 13. September 1992   | 23. Mai 1993         | 15. April 1994                    | 25. Dezember 1994                 |
| 8       | 26             | 5. September 1993    | 22. Mai 1994         | 26. April 1995                    | 17. Dezember 1995                 |
| 9       | 26             | 4. September 1994    | 21. Mai 1995         | 15. Dezember 1995                 | 3. Mai 1996                       |
| 10      | 26             | 17. September 1995   | 19. Mai 1996         | 29. Oktober 1996                  | 3. Dezember 1996                  |
| 11      | 24             | 29. September 1996   | 9. Juni 1997         | 21. November 1997                 | 30. Dezember 1997                 |

## Staffel 1
Die erste Staffel wurde vom 5. April bis zum 28. Juni 1987 auf dem US-amerikanischen Fernsehsender Fox ausgestrahlt. Die deutschsprachige Erstausstrahlung erfolgte bei RTLplus vom 19. Februar bis zum 5. August 1992.
| Nr. (ges.) | Nr. (St.) | Deutscher Titel                       | Originaltitel                     | Erstausstrahlung USA | Deutschsprachige Erstausstrahlung (D) | Regie         | Drehbuch                         |
| --- | --------- | ------------------------------------- | --------------------------------- | -------------------- | ------------------------------------- | ------------- | -------------------------------- |
| 1 | 1         | So hat alles angefangen               | Pilot                             | 5. Apr. 1987         | 5. Aug. 1992                          | Linda Day     | Ron Leavitt & Michael G. Moye    |
| Luke Ventura, ein Arbeitskollege von Al Bundy, besticht Al mit Eintrittskarten für ein Basketballspiel, damit er über seine amourösen Eskapaden während der Arbeitszeit schweigt. Der vom Glück verlassene Schuhverkäufer Al Bundy muss sich entscheiden, ob er nun zu einem Basketballspiel geht oder mit seiner Frau Peg die neuen Nachbarn Steve und Marcy Rhoades kennenlernt, das nebenan eingezogen ist – ein glückliches, junges Paar, welches vor zwei Monaten geheiratet hat. Peg weigert sich jedoch, Al zu dem Spiel gehen zu lassen, da sie Steve und Marcy zum Abendessen eingeladen hat. Al und Peg geben den beiden ihre ganz eigene Vorstellung davon, was eine Ehe ist und wie man sie überleben kann. |           |                                       |                                   |                      |                                       |               |                                  |
| 2 | 2         | Lieben macht schlank                  | Thinergy                          | 12. Apr. 1987        | 27. Feb. 1992                         | Linda Day     | Michael G. Moye & Ron Leavitt    |
| Inspiriert durch das Diätbuch Thinergy von Marcy beschließt Peg, dass sich die ganze Familie gesünder ernähren sollte. Diese Diät soll nicht nur die Gesundheit fördern, sondern auch die Leidenschaft in ihrem Eheleben neu entfachen. Al und die Kinder sind alles andere als begeistert von dieser Ernährungsumstellung, doch Steve überredet Al, die Diät zumindest eine Woche lang auszuprobieren, in der Hoffnung, dass Peg danach wieder zur Normalität zurückkehrt. |           |                                       |                                   |                      |                                       |               |                                  |
| 3 | 3         | Warum hast du meinen Hund erschossen? | But I Didn’t Shoot the Deputy     | 19. Apr. 1987        | 25. Feb. 1992                         | Linda Day     | Ron Burla                        |
| In der Nachbarschaft nehmen die Einbrüche zu. Die Bundys und die Rhoades unternehmen Schritte, um die Sicherheit ihres Hauses zu erhöhen. Die Bundys kaufen ein Gewehr, während Steve und Marcy sich einen Hund anschaffen, der jedoch weder gehorcht noch nachts Ruhe gibt. In einer Nacht hört Al ein verdächtiges Geräusch und erschießt versehentlich den Hund der Nachbarn, da er dachte, es sei ein Einbrecher. Die Rhoades sind überzeugt, dass Al den Hund absichtlich erschossen hat, um das ständige Bellen zu beenden, und nicht, weil er sich schützen wollte. |           |                                       |                                   |                      |                                       |               |                                  |
| 4 | 4         | Billard oder Fitness?                 | Whose Room Is It Anyway?          | 26. Apr. 1987        | 2. März 1992                          | Zane Buzby    | Marcy Vosburgh & Sandy Sprung    |
| Steve und Marcy planen ihre Steuerrückzahlung in den Ausbau ihres Hauses zu investieren und einen neuen Raum anzubauen. Doch welche Art von Raum soll es werden? Für den Anbau benötigen sie die Zustimmung der Bundys. Al setzt sich für ein Billardzimmer ein, während Peggy Marcy von einem Fitnessraum zu überzeugt. Die Diskussion darüber eskaliert und sie gehen sich gegenseitig an die Gurgel. |           |                                       |                                   |                      |                                       |               |                                  |
| 5 | 5         | Mustang ’65                           | Have You Driven a Ford Lately?    | 3. Mai 1987          | 19. Feb. 1992                         | Linda Day     | Richard Gurman & Katherine Green |
| Al und Steve beschließen, Kellys Freund einen Besuch abzustatten, um ihn die Leviten zu lesen. Stattdessen kaufen sie in einem Anfall von Nostalgie sein Auto: einen 1965er Ford Mustang – genau das Modell, von dem sie beide als Teenager geträumt haben. Das Auto verändert sofort das Leben aller, denn sowohl Al als auch Steve lassen alles stehen und liegen, um den schrottreifen Mustang zu restaurieren. Doch ihr Traumauto hält mehr als eine Überraschung bereit. Peg und Marcy hingegen können ihre Verachtung für ihre Ehemänner nicht verbergen. |           |                                       |                                   |                      |                                       |               |                                  |
| 6 | 6         | Der Hochzeitstag                      | Sixteen Years and What Do You Get | 10. Mai 1987         | 24. Feb. 1992                         | Linda Day     | Katherine Green & Richard Gurman |
| Al und Peggy feiern ihren 16. Hochzeitstag. Al plant, Peggy eine schöne und teure Uhr zu schenken. Als Peggy von ihren Kindern davon erfährt, ist sie beschämt, weil sie kein Geschenk für Al hat. Kurzerhand entscheidet sie sich, die Kreditkarte zu benutzen, und kauft das Werkzeugset, das Al sich schon lange gewünscht hat. Unterdessen hat Al beim Juwelier Probleme, da seine Kreditkarte überzogen ist – er kann die Uhr nicht bezahlen. Da er glaubt, dass Peggy kein Geschenk erwartet, beschließt er, mit leeren Händen nach Hause zu gehen. Die Feier zum Hochzeitstag, bei der – sehr zum Missfallen von Al – alle eingeladen sind und mit sehr viel Aufwand ausgerichtet wird, endet in einem Fiasko: Al erfährt, dass seine Frau und die Kinder die Kreditkarte belastet haben, und ist darüber alles andere als erfreut. |           |                                       |                                   |                      |                                       |               |                                  |
| 7 | 7         | Die Babysitter                        | Married... Without Children       | 17. Mai 1987         | 21. Feb. 1992                         | Linda Day     | Matt Geller & Ralph R. Farquhar  |
| Die Kinder sind krank und bleiben zu Hause, was Peggy an den Rand des Wahnsinns treibt. Sie braucht dringend eine Auszeit und will mit Al vereisen. Al will sich lieber einen Boxkampf im Kabelfernsehen ansehen. Steve schlägt Al vor, übers Wochenende in einem Motel zu verreisen. In dem Versuch, ihrer Ehe neuen Schwung zu verleihen, checken Al und Peggy in dem Motel ein – Al will dort hauptsächlich den Boxkampf sehen. Währenddessen übernehmen Steve und Marcy die Betreuung der Kinder, um ihnen gute Manieren beizubringen. Doch sie machen eine der schlimmsten Erfahrungen ihres Lebens. Entschlossen, dafür zu sorgen, dass die Bundys sie nie wieder um einen solchen Gefallen bitten, erlauben die Rhoades genau das, was Peggy ausdrücklich verboten hatte: die Kinder dürfen eine Hausparty schmeißen. Das Haus der Rhoades wird bei der Party verwüstet. |           |                                       |                                   |                      |                                       |               |                                  |
| 8 | 8         | Der Gewinn                            | The Poker Game                    | 24. Mai 1987         | 26. Feb. 1992                         | Brian Levant  | Ron Leavitt & Michael G. Moye    |
| Al lädt Steve ein, sich ihm und seinen Freunden beim freitäglichen Pokerspiel anzuschließen. Steve spielt nicht gerne Poker, aber er glaubt, dass es eine gute Möglichkeit ist, neue Leute kennenzulernen, also sagt er zu. Steve analysiert am Pokerabend, wie sie taktisch spielen. Schließlich fasst er den Mut und nimmt am Spiel teil, verliert aber 300 US-Dollar, die in Als Tasche wandern. Es war sein Anteil an der Hypothekenrate, und jetzt weiß er nicht, wie er Marcy erklären soll, dass er das Geld verloren hat. Verzweifelt bittet er Al, es zurückzuzahlen, doch Al weigert sich. Al kauft sich eine Angel und für Peg eine Halskette. |           |                                       |                                   |                      |                                       |               |                                  |
| 9 | 9         | Dann arbeite ich eben                 | Peggy Sue Got Work                | 31. Mai 1987         | 3. Mai 1992                           | Linda Day     | Ellen L. Fogle                   |
| Peggy wünscht sich sehnlichst einen Heimvideorekorder, doch egal wie sehr sie bettelt, Al weigert sich, ihn zu kaufen. Marcy überzeugt sie schließlich, dass die einzige Möglichkeit, das Gerät zu bekommen, darin besteht, einen Job zu finden und über eigenes Geld zu verfügen. Peggy stimmt widerwillig zu und wird in einem Kaufhaus eingestellt, ist jedoch immer noch unglücklich, da sie das Arbeiten hasst. Auch Al ist mit der neuen Situation unzufrieden, da er nun jeden Abend für sich selbst kochen muss. Beide würden gerne zu ihrem alten Leben zurückkehren, können sich dies jedoch nicht gegenseitig eingestehen, da es für sie wie eine Niederlage erscheint. Nachdem die Kinder Peggy eindringlich darum bitten, zu Hause zu bleiben, weil sie sie vermissen, entscheiden sich die Eltern, dass Peggy ihren Job kündigt und wieder als Hausfrau arbeiten soll. Was die Eltern jedoch nicht wissen: Die Kinder wurden für ihren Auftritt sowohl von Al als auch von Peggy bezahlt. |           |                                       |                                   |                      |                                       |               |                                  |
| 10 | 10        | Mit Stewardessen spaßt man nicht      | Al Loses His Cherry               | 7. Juni 1987         | 20. Feb. 1992                         | Arlando Smith | Marcy Vosburgh & Sandy Sprung    |
| Peggy will Al zwingen, sie zur Hochzeit ihrer Cousine Harriet zu begleiten, doch er weigert sich strikt. Als Peggy ihm sagt, dass er an diesem Abend nicht nach Hause zu kommen braucht, wenn er sich weiterhin weigert, nimmt Al sie beim Wort. Er sucht Zuflucht in der Wohnung seines Kollegen Luke, der in einem Haus lebt, in dem alle anderen Mieter attraktive Stewardessen sind. Al landet auf dem Sofa neben einer schönen Blondine, die sich weigert, die Nacht allein zu verbringen. Al kann die Versuchung nur schwer widerstehen. In der Zwischenzeit erfährt Peggy, dass die Hochzeit abgesagt wurde. |           |                                       |                                   |                      |                                       |               |                                  |
| 11 | 11        | Der Alptraum                          | Nightmare on Al’s Street          | 14. Juni 1987        | 4. März 1992                          | Linda Day     | Michael G. Moye                  |
| Steve ist auf einer Geschäftsreise, und Marcy beginnt, erotische Träume von Al zu haben, was sie nicht nur beunruhigt, sondern auch demoralisiert. Als sie Peggy davon erzählt, gibt sie Al die Schuld. Als Steve von seiner Geschäftsreise zurückkehrt, muss sich Marcy jedes Mal übergeben, wenn er versucht, sich ihr romantisch zu nähern, da er sich genau wie Al in ihren Träumen verhält. Sowohl Marcy als auch Peggy geben Al die Schuld an der Situation. |           |                                       |                                   |                      |                                       |               |                                  |
| 12 | 12        | Der Boss                              | Where’s the Boss?                 | 21. Juni 1987        | 28. Feb. 1992                         | Linda Day     | Marcy Vosburgh & Sandy Sprung    |
| Al hört im Radio, dass das Flugzeug, mit dem sein Chef in den Urlaub nach Hawaii geflogen ist, im Pazifik abgestürzt ist. Entschlossen, ein Zeichen zu setzen und aus Angst, dass er arbeitslos wird, gibt er das gesamte Urlaubsgeld für einen riesigen Blumenstrauß für die Familie seines Chefs aus. Es stellt sich jedoch heraus, dass der Chef einer der wenigen Überlebenden ist, sodass die Familie alle Blumen verschenkt, ohne dass er den schönen Strauß der Bundys je zu Gesicht bekommt. Al ist beleidigt und beschließt, dass sein Chef entweder zum ersten Mal seine großartige Arbeit anerkennen und ihm die Hand schütteln muss, oder er wird sofort kündigen. Al erscheint nicht mehr zur Arbeit, sehr zum Unmut seiner Familie. Um als Sieger aus dieser Situation hervorzugehen, schmiedet Al einen Plan: Er engagiert einen Schauspieler, der sich als sein Chef ausgibt. |           |                                       |                                   |                      |                                       |               |                                  |
| 13 | 13        | Johnnys Hamburgerbude                 | Johnny B. Gone                    | 28. Juni 1987        | 5. März 1992                          | Linda Day     | Katherine Green & Richard Gurman |
| Der Hamburger-Laden Johnny B. Good, in dem sich Al und Peggy einst kennengelernt haben, steht kurz vor der Schließung. Sie beschließen, dem Ort ihrer Liebesgeschichte einen letzten Besuch abzustatten und dort am Abend der Schließung gemeinsam zu Abend zu essen. Doch kurz bevor sie losgehen, offenbart ihre Tochter Kelly, dass sie an diesem Abend nicht zu einer angesagten Party eingeladen wurde und deswegen deprimiert ist. Al und Peggy stehen nun vor dem Dilemma: Entweder die Probleme ihrer Tochter zu lösen oder ihre letzte Mahlzeit im Johnny B. Good in vollen Zügen zu genießen. Al bekommt weitere Probleme, denn er hat seinem Sohn versprochen, dass er seinen RC-Car zusammenbaut. |           |                                       |                                   |                      |                                       |               |                                  |

## Staffel 2
Die zweite Staffel wurde vom 27. September 1987 bis zum 1. Mai 1988 auf dem US-amerikanischen Fernsehsender Fox ausgestrahlt. Die deutschsprachige Erstausstrahlung erfolgte bei RTLplus vom 6. März bis zum 7. April 1992.
| Nr. (ges.) | Nr. (St.) | Deutscher Titel                      | Originaltitel                     | Erstausstrahlung USA | Deutschsprachige Erstausstrahlung (D) | Regie       | Drehbuch                                          |
| --- | --------- | ------------------------------------ | --------------------------------- | -------------------- | ------------------------------------- | ----------- | ------------------------------------------------- |
| 14 | 1         | Die Urlaubermörder (1)               | Poppy’s by the Tree: Part 1       | 27. Sep. 1987        | 9. März 1992                          | Linda Day   | Michael G. Moye & Ron Leavitt                     |
| Die Bundys fahren in den Urlaub, aber da Al sich weigert, einen Urlaub auf Hawaii zu buchen, ist ihr Ziel kein anderes als Dumpwater, eine heruntergekommene Kleinstadt in Florida. In dem Urlaubsort wird alle fünf Jahre jemand zu Tode gebracht. Bei den Opfern handelt es sich immer um Touristen, die im selben Motel übernachten, das Al auswählt. Trotz der Warnungen, das Motel zu verlassen, und trotz der Feindseligkeit der Einheimischen besteht Al darauf, dass sein Urlaub die einzige Zeit im Jahr ist, in der er tun kann, was er wirklich will. Er weigert sich zu gehen. Die Einwohner schließen daraufhin Wetten ab, wann die Bundys umgebracht werden. |           |                                      |                                   |                      |                                       |             |                                                   |
| 15 | 2         | Die Urlaubermörder (2)               | Poppy’s by the Tree: Part 2       | 27. Sep. 1987        | 10. März 1992                         | Linda Day   | Michael G. Moye & Ron Leavitt                     |
| Al und Peggy werden mitten in der Nacht von einem mit einem Messer bewaffneten Verrückten angegriffen. Alles deutet darauf hin, dass sie vom Dumpwater-Killer angegriffen wurden. Die Bundys beschließen schließlich, die Stadt zu verlassen, aber jemand hat die Reifen ihres Autos zerstochen. Es kommt noch dicker: Die einzige Brücke, die aus die Stadt führt, ist weggespült worden, und niemand kann mehr hinein oder hinaus. Als ob das nicht genug wäre, wurde Peggy entführt und befindet sich in den Händen des axtschwingenden Verrückten – Al kann seine Frau retten. Die Einheimischen weigern sich, den Mörder gefangen zu nehmen. |           |                                      |                                   |                      |                                       |             |                                                   |
| 16 | 3         | Millionäre bevorzugt                 | If I Were a Rich Man              | 4. Okt. 1987         | 11. März 1992                         | Linda Day   | Sandy Sprung & Marcy Vosburgh                     |
| Al holt Steve in der Bank ab, in der er arbeitet, und nutzt die Gelegenheit, um zum großen Tresor zu gehen und mit dem Geld zu spielen. Am nächsten Tag meldet die Bank 1 Million US-Dollar als vermisst und Bundy ist der Hauptverdächtige. Obwohl Al bestreitet, die Summe gestohlen zu haben, glaubt ihm niemand. Al nutzt die Gier seiner Familie aus und bringt sie dazu, auch den kleinsten seiner Wünsche zu erfüllen, indem er ihnen erklärt, dass er das Geld niemals mit Leuten teilen würde, die ihn so schlecht behandeln wie sie selbst. |           |                                      |                                   |                      |                                       |             |                                                   |
| 17 | 4         | Die Kastration                       | Buck Can Do It                    | 11. Okt. 1987        | 6. März 1992                          | Linda Day   | Michael G. Moye & Ron Leavitt                     |
| Al lässt ein Loch in ihrem Gartenzaun nicht reparieren, und Buck, der Hund der Bundys, nutzt dies aus, um bei jeder Gelegenheit auszubrechen und die meisten Hündinnen der Nachbarschaft zu besteigen. Als einer der Nachbarn droht, die Bundys wegen Fahrlässigkeit zu verklagen – da sie durch eine Reparatur des Zauns hätten verhindern können, dass Buck seinen Pudel besteigt – schlägt Steve vor, Buck zu kastrieren. Aber Al weigert sich strikt. |           |                                      |                                   |                      |                                       |             |                                                   |
| 18 | 5         | Frauen wollen auch mal Spaß – Teil 1 | Girls Just Wanna Have Fun: Part 1 | 18. Okt. 1987        | 12. März 1992                         | Linda Day   | Tracy Gamble & Richard Vaczy                      |
| Marcy ist wütend auf Steve, weil er in Beisein von Al die hübsche Technikerin anstarrt, die den Kühlschrank der Bundys repariert. Marcy trifft sich mit Peggy und ihren Freundinnen, die sie in ein Männerstrip-Club mitnehmen. Obwohl sie es zunächst unmoralisch findet, dass alle Stripper Peggy kennen und die Frauen sich an die Stripper ergötzen, findet Marcy plötzlich gefallen daran, den Männern Geldscheinen in den Hosen zu stecken, dass sie am Ende ihren Ehering in der Hose eines Strippers namens Zorro verliert. |           |                                      |                                   |                      |                                       |             |                                                   |
| 19 | 6         | Frauen wollen auch mal Spaß – Teil 2 | Girls Just Wanna Have Fun: Part 2 | 18. Okt. 1987        | 13. März 1992                         | Linda Day   | Tracy Gamble & Richard Vaczy                      |
| Der Stripper Zorro taucht bei Al mit Marcys Ehering auf. Al überredet Steve, Marcy ein schlechtes Gewissen einzureden, weil sie ihn verloren hat. Zudem konfrontiert Al seine Frau Peggy mit dem, was sie im Strip-Club gemacht hat, denn es scheint, als hätte Peggy das gesamte Ersparte dort ausgegeben. |           |                                      |                                   |                      |                                       |             |                                                   |
| 20 | 7         | Kein Anschluss unter dieser Nummer   | For Whom the Bell Tolls           | 25. Okt. 1987        | 16. März 1992                         | Linda Day   | Richard Gurman & Katherine Green                  |
| Al weigert sich, eine exorbitante Telefonrechnung zu bezahlen, woraufhin das Unternehmen den Anschluss der Familie Bundy kappt – von nun an sind sie nicht mehr erreichbar. Seine Familie und die Nachbarn werden wütend auf Al. |           |                                      |                                   |                      |                                       |             |                                                   |
| 21 | 8         | Wer nimmt mich mit?                  | Born to Walk                      | 1. Nov. 1987         | 17. März 1992                         | Linda Day   | John Vorhaus                                      |
| Al hat so viele Verstöße begangen, dass er nun eine Prüfung ablegen muss, um seinen Führerschein zu verlängern. Die Demütigung ist groß, als er ausgerechnet an dem Tag durchfällt, an dem Kelly ihre Prüfung ablegt und besteht. Nachdem er einen weiteren Strafzettel wegen Fahrens ohne Führerschein erhalten hat, fühlt sich Al seiner Männlichkeit gekränkt und ist Peg sowie Kelly ausgeliefert. Denn sie sind nun die einzigen in der Familie, die fahren dürfen – und nutzen die Gelegenheit nun schamlos aus. Währenddessen beginnt Steve, auf Pferderennen zu wetten. |           |                                      |                                   |                      |                                       |             |                                                   |
| 22 | 9         | Bundy gegen den Rest der Welt        | Alley of the Dolls                | 8. Nov. 1987         | 19. März 1992                         | Linda Day   | Sandy Sprung & Marcy Vosburgh                     |
| Die Bundys treffen sich mit Mimi, Peggys langjähriger Highschool-Rivalin, auf der Bowlingbahn. Schnell kommen die beiden wieder ins Gespräch und streiten sich, die alte Rivalität kommt wieder zum Vorschein. Mimi schlägt vor, ihre Differenzen durch einen Bowling-Wettbewerb zwischen ihren jeweiligen Familien beizulegen. Peggy stimmt bereitwillig zu, ohne zu bedenken, dass die Bundys schreckliche Bowler sind. Glücklicherweise ist ihr Nachbar Steve ein ganz passabler Spieler, sodass Peggy ihn kurzerhand zum Familienmitglied der Bundys ernennt. |           |                                      |                                   |                      |                                       |             |                                                   |
| 23 | 10        | Bart oder nicht Bart?                | The Razor’s Edge                  | 15. Nov. 1987        | 20. März 1992                         | Gerry Cohen | Ellen L. Fogle                                    |
| Steve verbringt fünf Tage mit einigen Freunden einen Kanu-Trip. Als Steve zurückkommt, trägt er einen Vollbart, den er sich während seiner Reise wachsen ließ. Marcy ist davon nicht begeistert, doch Steve versichert ihr, dass er sein neues Aussehen sehr mag und nicht vorhat, sich wieder zu rasieren. Am nächsten Tag zieht Steve bei den Bundys ein. Nach kurzer Zeit beginnen Marcy und Steve, sich zu vermissen, was Peggy und Al jedoch missfällt. Beide bestehen darauf, nicht nachzugeben, und setzen alles daran, ihre Meinung durchzusetzen. |           |                                      |                                   |                      |                                       |             |                                                   |
| 24 | 11        | Die Tätowierung                      | How Do You Spell Revenge?         | 22. Nov. 1987        | 23. März 1992                         | Linda Day   | Ralph R. Farquhar                                 |
| Kelly hat einen neuen Freund. Er verlangt von ihr, dass sie sich seinen Namen an einer sichtbaren Stelle tätowieren lässt, um ihre Liebe zu beweisen. Allerdings ist ihr neuer Freund der Sohn eines Mannes, den Peggy in der Highschool beim Abschlussball abgewiesen hat. Er besucht sie und zeigt ihr, dass er sich aus Liebe damals ihren Namen auf seinen Arm hat tätowieren lassen. Währenddessen versuchen Al und Bud, Peggy aus ihrem Softball-Team zu drängen und sie durch Kelly zu ersetzen, da sie sonst keine Chance haben, auch nur ein einziges Spiel zu gewinnen. |           |                                      |                                   |                      |                                       |             |                                                   |
| 25 | 12        | Frühstück mit Tiffany                | Earth Angel                       | 6. Dez. 1987         | 24. März 1992                         | Linda Day   | Ellen L. Fogle                                    |
| Peggy und ihre Freundinnen beklagen sich über die mangelnde Leidenschaft ihrer Ehemänner. Sie ahnen nicht, dass Bud das Sexleben der Nachbarschaft verändern wird, als er die attraktive Tiffany für ein paar Tage zu sich nach Hause einlädt. Tiffanys Anwesenheit hat Al in eine Liebesmaschine verwandelt – Peggy wurde noch nie so gut umsorgt. Sogar die Nachbarn kommen jeden Nachmittag vorbei, um Tiffany beim Aerobic zuzusehen, und ziehen sich danach mit ihren Frauen in ihre Häuser zurück. Die Einzige, die darüber unglücklich ist, ist Marcy, denn auch Steve fühlt sich zu Tiffany hingezogen. Und zwar nicht nur wegen ihres Aussehens, sondern vor allem wegen ihrer Intelligenz – was Marcy große Sorgen bereitet. Marcy löst das Problem, indem sie für Tiffany einen Flugticket nach New York bezahlt. |           |                                      |                                   |                      |                                       |             |                                                   |
| 26 | 13        | Vom Himmel hoch                      | You Better Watch Out              | 20. Dez. 1987        | 25. März 1992                         | Linda Day   | Katherine Green & Richard Gurman                  |
| Al ist wütend, weil ein neues Einkaufszentrum in der Stadt eröffnet wurde und er die meisten seiner Kunden verliert, sodass er dieses Jahr ohne Weihnachtsgeld auskommen muss. Auch Peggy geht jetzt dort einkaufen. Das neue Einkaufszentrum setzt auf spektakuläre Werbemaßnahmen, unter anderem einen als Weihnachtsmann verkleideten Mann, der mit einem Fallschirm abspringt. Der Fallschirmsprung misslingt und der Mann stürzt im Garten der Bundys ab und stirbt. Daraufhin sieht sich Al gezwungen, selbst als Weihnachtsmann aufzutreten und muss sich mit den vielen Kindern auseinandersetzen, die noch an den Weihnachtsmann glauben. |           |                                      |                                   |                      |                                       |             |                                                   |
| 27 | 14        | Alte Zeiten                          | Guys and Dolls                    | 10. Jan. 1988        | 26. März 1992                         | Linda Day   | Sandy Sprung & Marcy Vosburgh                     |
| Peggy und Al sind der Meinung, dass Buds Vorliebe, seine Schwester zu ärgern, überzogen ist und dass er sich ein neues Hobby suchen sollte. Al und Steve schlagen vor, dass Bud mit dem Sammeln von Baseballkarten beginnen sollte, dem sie sich mit mehr Interesse widmen als Bud selbst. Irritiert vom Verhalten ihrer Ehemänner beginnen Marcy und Peggy, über ihre Hobbys nachzudenken. Marcy kann nicht glauben, dass die Barbie-Puppe kein fester Bestandteil von Peggys Kindheit war, und beide machen sich daran, diese kulturelle Lücke zu schließen. Marcy holt all ihre alten Spielsachen aus dem Schrank. Al und Steve kommen auf die Idee, Marcys Barbie-Puppen zu verkaufen, um das Geld für einige seltene Baseballkarten zu bekommen. Als Marcy feststellt, dass ihre Puppen verschwunden sind, ahnt sie nicht, dass ihr Mann sie verkauft hat. Steve plagt das Gewissen, und gemeinsam mit Al macht er sich auf die Suche nach den Puppen in der ganzen Stadt. |           |                                      |                                   |                      |                                       |             |                                                   |
| 28 | 15        | Die Mausefalle                       | Build a Better Mousetrap          | 24. Jan. 1988        | 27. März 1992                         | Linda Day   | J. Stanford Parker, Michael G. Moye & Ron Leavitt |
| Eine Maus hat sich im Haus der Bundys eingenistet, aber Al weigert sich, das Geld für einen Kammerjäger zu bezahlen, und ist entschlossen, sie selbst zu beseitigen. Doch die Maus ist zäher, als sie aussieht. Sogar Buck, der Familienhund, muss zum Tierarzt gebracht werden, nachdem er mit dem gerissenen Nager aneinandergeraten ist, der allen Fallen, die Al und Steve für ihn aufgestellt haben, immer wieder entkommt. Ein Kammerjäger wird bestellt, dieser kann nach wenigen Minuten die Maus fangen. |           |                                      |                                   |                      |                                       |             |                                                   |
| 29 | 16        | Mein Hund hat Kredit                 | Master the Possibilities          | 7. Feb. 1988         | 30. März 1992                         | Linda Day   | Michael G. Moye & Ron Leavitt                     |
| Die Bank der Bundys macht einen Fehler und schickt ihnen eine Kreditkarte auf den Namen von Buck Bundy, ihrem Hund. Al und Peggy nutzen die Gelegenheit, um Geschenke zu kaufen und in einem Luxushotel zu übernachten. Da Kelly bei ihrer Oma ist, ergreift Bud die Chance und lädt zwei Schülerinnen zu sich nach Hause ein. |           |                                      |                                   |                      |                                       |             |                                                   |
| 30 | 17        | Sag’s endlich!                       | Peggy Loves Al - Yeah, Yeah, Yeah | 14. Feb. 1988        | 31. März 1992                         | Gerry Cohen | Ralph R. Farquhar                                 |
| Der Valentinstag steht vor der Tür. Peggy ist es leid, jedes Jahr die gleichen Geschenke zu bekommen. Dieses Jahr will sie nur, dass Al die magischen Worte sagt: „Ich liebe dich!“ – doch Al tut sich damit schwer. Steve plant, mit Marcy nach Hawaii zu fliegen; Marcy will wiederum nackt aus einer Torte hervorkommen. In der Zwischenzeit kommt Kelly mit einem Sack voller Liebesbriefe ihrer zahlreichen Verehrer nach Hause, darunter auch einer für Bud, der davon überzeugt ist, dass es sich nur um einen Scherz seiner Schwester handelt. |           |                                      |                                   |                      |                                       |             |                                                   |
| 31 | 18        | Wer schnarcht hier?                  | The Great Escape                  | 21. Feb. 1988        | 1. Apr. 1992                          | Linda Day   | Ellen L. Fogle                                    |
| Bud verabredet sich mit einem Mädchen, indem er sie zu einem Konzert einlädt. Doch seine Schwester Kelly, die für den Kauf der Karten zuständig ist, kauft stattdessen zwei Konzertkarten inkl. Backstage-Karten für sich und ihrer Freundin. Bud beschließt, sich zu rächen. Indem er seinen Eltern das schlechte Zeugnis seiner Schwester zeigt, die Kelly zu verbergen versucht hatte, sorgt Bud dafür, dass seine Schwester Hausarrest bekommt. Sie weigert sich jedoch, ihm die Karten zu geben. Das Haus ist von Termiten befallen und muss von einem Kammerjäger beseitigt werden, die Bundys müssen das Haus verlassen. Da Al sparen will, zieht die Familie für wenige Tage in den Schuhladen. Kelly sollte eigentlich für die bevorstehende Matheprüfung lernen, doch sie versucht alles, um zum Konzert zu gelangen. |           |                                      |                                   |                      |                                       |             |                                                   |
| 32 | 19        | Finger weg von meinem Auto           | Impo–dent                         | 28. Feb. 1988        | 2. Apr. 1992                          | Gerry Cohen | Sandy Sprung & Marcy Vosburgh                     |
| Steve hat einen neuen Mercedes gekauft, den er so sehr liebt, dass er niemanden an ihn heranlässt, nicht einmal Marcy – auch sie darf das neue Auto nicht fahren. Peggy überredet sie jedoch, sich nicht einschüchtern zu lassen, und eine Spritztour mit dem Auto zu machen. Marcy macht allerdings einen Fehler und fährt versehentlich mit dem neuen Auto gegen einen Hydranten. Steve ist nicht nur am Boden zerstört, sondern wird auch impotent und unfähig, auf die Annäherungsversuche seiner Frau zu reagieren, mit denen Marcy den Unfall wieder gutmachen will. Später kommt ein finsterer Plan zwischen Al und Steve ans Licht: Steve gibt nur vor, impotent zu sein, um Marcy dazu zu bringen, ihm zu gehorchen und all seine Wünsche zu erfüllen. |           |                                      |                                   |                      |                                       |             |                                                   |
| 33 | 20        | Studioluft                           | Just Married... with Children     | 6. März 1988         | 3. Apr. 1992                          | Linda Day   | Ellen L. Fogle                                    |
| Der Postbote macht einen Fehler: Die Bundys bekommen einen Brief, der eigentlich an Steve und Marcy adressiert ist. Es ist eine Einladung zur Teilnahme an der TV-Show How do I love thee?. Al und Peggy beschließen, sich bei ihren Nachbarn zu rächen, indem sie so tun, als wären sie Steve und Marcy. Das Konzept der Spielshow besteht darin, dem Partner so viele Qualen wie möglich zuzufügen. Offensichtlich sind die anderen Teilnehmer keine ernsthaften Gegner für Peggy und Al. Später müssen die Bundys jedoch gegen Steve und Marcy antreten, die sich in der Show wiederum als Al und Peggy ausgeben. |           |                                      |                                   |                      |                                       |             |                                                   |
| 34 | 21        | Bringt mir das Geld von Al Bundy     | Father Lode                       | 13. März 1988        | 6. Apr. 1992                          | Linda Day   | Jerry Perzigian                                   |
| Steve lädt Al zum Wetten bei einer Pferderennbahn ein. Zum ersten Mal in seinem Leben hat Al Glück und kehrt mit einem Gewinn von 1.250 US-Dollar nach Hause zurück. Entschlossen, seine Familie nicht darüber zu informieren, gibt er Steve Schweigegeld. Peggy wird misstrauisch und beginnt, das Haus nach Geld zu durchsuchen. Al ist unsicher, was er mit seinem Gewinn anfangen soll, da er sich nicht einmal mehr daran erinnern kann, wofür er zuvor Geld ausgegeben hat, bevor Peggy und die Kinder kamen und ihm alles weggenommen haben. Steve drängt ihn ständig, das Geld auszugeben, doch Al ist sich nicht sicher, ob er überhaupt etwas kaufen möchte. Er hat keine Lust, das Geld zu verstecken. Schließlich übergibt er Peggy und die Kinder das Geld, woraufhin sie auf Einkaufstour gehen. Marcy findet das Geld, das Steve vor ihr versteckt hat, sie ist wütend auf Steve. Aus Dankbarkeit für all die „Hilfe“, die Steve ihm die ganze Woche über geleistet hat, beruhigt Al Marcy mit der Bemerkung, es sei sein Geld, das Steve vor Als Familie versteckt habe. |           |                                      |                                   |                      |                                       |             |                                                   |
| 35 | 22        | Die fürchterlichen Verwandten        | All in the Family                 | 1. Mai 1988          | 7. Apr. 1992                          | Linda Day   | Marcy Vosburgh & Sandy Sprung                     |
| Al erlebt den Schock seines Lebens, als er erfährt, dass Peggys Familie für einige Tage zu Besuch kommen wird. Ausgerechnet an den Tagen hat Al Urlaub. Entschlossen, sich in seinem eigenen Zuhause dieses Mal wohlzufühlen, nimmt er sich vor, die Situation zu meistern. Doch der Besuch der Familie entwickelt sich für ihn zur Katastrophe, sodass er schließlich in das Haus der Rhoades einquartiert, um vor Peggys Verwandtschaft zu fliehen. Auch dort kommt er nicht zur Ruhe und muss den Streit zwischen Peggys Drillingsschwestern schlichten. Nachdem Al mitbekommt, dass Otto und Irwin seine Videoaufzeichnung falsch programmiert haben, greift er zur Schrotflinte. Doch das alles war nur ein Traum. Als Peggy ihn erneut fragt, ob der Familienbesuch für ihn in Ordnung sei, durchbricht Irwin mit seinem Kopf die Tür. |           |                                      |                                   |                      |                                       |             |                                                   |

## Staffel 3
Die dritte Staffel wurde vom 6. November 1988 bis zum 9. April 1989 auf dem US-amerikanischen Fernsehsender Fox ausgestrahlt. Die deutschsprachige Erstausstrahlung erfolgte bei RTLplus vom 8. April bis zum 12. Mai 1992.
| Nr. (ges.) | Nr. (St.) | Deutscher Titel                   | Originaltitel                         | Erstausstrahlung USA | Deutschsprachige Erstausstrahlung (D) | Regie             | Drehbuch                                      |
| --- | --------- | --------------------------------- | ------------------------------------- | -------------------- | ------------------------------------- | ----------------- | --------------------------------------------- |
| 36 | 1         | Reise in die Vergangenheit        | He Thought He Could                   | 6. Nov. 1988         | 8. Apr. 1992                          | Gerry Cohen       | Ron Leavitt & Michael G. Moye                 |
| Steve findet auf dem Dachboden ein altes Buch, das der Bibliothek gehört, aus der Al es 1957 entwendet hat. Er hat es nie zurückgegeben, weil er Angst vor der bösen Bibliothekarin Miss DeGroot hatte, aber Steve überzeugt ihn, ein Mann zu sein und sich seiner Verantwortung zu stellen. Als Al schließlich in die Bibliothek zurückkehrt, ist die Bibliothekarin immer noch dort tätig. Sie verlangt für die 30 Jahre, in denen das Buch nicht zurückgegeben wurde, eine Strafgebühr von 2.000 US-Dollar. |           |                                   |                                       |                      |                                       |                   |                                               |
| 37 | 2         | Die Erscheinung                   | I’m Going to Sweatland                | 20. Nov. 1988        | 9. Apr. 1992                          | Gerry Cohen       | Carl Studebaker, Pamela Wick & Susan Cridland |
| Peggy behauptet, beim Einkauf Elvis Presley lebend gesehen zu haben, aber Al will, dass sie mit dem Einkaufen aufhört und die Wäsche wäscht. Nachdem sie die Wäsche aus dem Trockner geholt hat, stellt Peggy überraschend fest, dass es viel besser ist, die Wäsche zu waschen, als sie wegzuwerfen, weil sie sie immer wieder verwenden kann. Alle Flecken sind verschwunden - bis auf einen. Es handelt sich um das Shirt von Al, dessen Schweißflecken das Gesicht von Elvis zu zeigen scheinen. Die Bundys sowie Steve und Marcy wittern ein großes Geschäft und verwandeln ihr Zuhause in einen Wallfahrtsort für Elvis-Fans. Doch als Elvis in einem Laden in Youngstown im US-Bundesstaat Ohio gesichtet wird, versuchen sie daraus Kapital zu schlagen. |           |                                   |                                       |                      |                                       |                   |                                               |
| 38 | 3         | Der Rekord                        | Poke High (aka The Red Grange Story)  | 27. Nov. 1988        | 10. Apr. 1992                         | Gerry Cohen       | Ralph R. Farquhar                             |
| Während Kelly versucht, mit dem College-Football-Spieler Matt zu flirten, scheitert sie zunächst. Um ihre Chancen zu verbessern, tritt sie der Cheerleader-Gruppe bei. Al hingegen ist besorgt, dass ausgerechnet Matt seinen alten Touchdown-Rekord brechen könnte. Die Bundys und die Rhoades besuchen das Spiel. Kelly versucht während des Spiels, ein Date mit Matt zu ergattern – jedoch ohne Erfolg. Al ist zunächst überglücklich, dass sein Rekord nicht gebrochen wird. Doch in den letzten Sekunden des Spiels hat Matt die Möglichkeit, einen Touchdown zu erzielen und den Rekord zu brechen. Plötzlich tackelt Kelly ihn und gibt ihm ihre Telefonnummer. Das Team um Matt hat das Spiel verloren. Daraufhin sind die Bewohner der Stadt wütend auf die Bundys, insbesondere auf Kelly. Nur Al ist dankbar und bedankt sich bei ihr. |           |                                   |                                       |                      |                                       |                   |                                               |
| 39 | 4         | Männerurlaub                      | The Camping Show (aka A Period Piece) | 11. Dez. 1988        | 13. Apr. 1992                         | Gerry Cohen       | Sandy Sprung & Marcy Vosburgh                 |
| Der Urlaub steht vor der Tür. Steve und Al haben vor, an einem See angeln zu gehen und buchen dafür eine Jagdhütte. Doch Marcy und die Bundy-Familie erfahren von ihren Plänen und reisen ebenfalls mit. Zu allem Überfluss bekommen die Frauen – Marcy, Kelly und Peggy – nahezu gleichzeitig ihre Periode, was die Situation erheblich kompliziert. Die Männer sind verunsichert und können ihren Urlaub nicht genießen. Zudem zeigen die Wildtiere ein aggressives Verhalten und versammeln sich vor der Jagdhütte. Sie attackieren die Autos der Bundys und Rhoades – auch Al wird von ihnen schwerverletzt. |           |                                   |                                       |                      |                                       |                   |                                               |
| 40 | 5         | Der König der Klos                | Dump of My Own                        | 8. Jan. 1989         | 14. Apr. 1992                         | Gerry Cohen       | Michael G. Moye & Ron Leavitt                 |
| Peggy hat Huhn zum Mittagessen gekauft. Es war billig und es hatte drei Beine, Flossen sowie einen Aufkleber „Tschernobyl-Farm“. Al bekommt davon Magenprobleme und bemerkt, dass eine Toilette im Haus nicht ausreicht, also will er sich in der Garage einen eigenen, ganz privaten Rückzugsort bauen: ein Badezimmer ganz für sich allein. Er bestellt die legendäre Ferguson-Toilette, die schon sein Vater hatte. Doch die Umsetzung dieses Wunsches gestaltet sich etwas kompliziert: Die Familie muss einiges entbehren und auf mysteriöse Weise verschwindet das Werkzeug von Al. Denn Peggy verheimlicht zunächst, dass sie die Werkzeuge verkauft hat, um im Lotto zu spielen. |           |                                   |                                       |                      |                                       |                   |                                               |
| 41 | 6         | Das Geburtstagsgeschenk           | Her Cups Runneth Over                 | 15. Jan. 1989        | 15. Apr. 1992                         | Gerry Cohen       | Marcy Vosburgh & Sandy Sprung                 |
| Peggy hat Geburtstag und sie wünscht sich von Al ein Geburtstagsgeschenk. Für Al kein leichtes Unterfangen. Als er von Peggy erfährt, dass ihr Lieblings-BH nicht mehr erhältlich ist, beschließt Al, die Sache selbst in die Hand zu nehmen und einen Ersatz zu finden. Zusammen mit Steve macht er sich auf den Weg zu einem speziellen Unterwäscheladen in Oconomowoc im US-Bundesstaat Wisconsin und wird dort fündig. Währenddessen bekommt Peggy von Marcy ein Geschenk: Einen Stripper in Polizeiuniform. Von den Kindern bekommt sie die Schallplatte Al Jolson’s Greatest Hits und einen Antifalten-Creme. |           |                                   |                                       |                      |                                       |                   |                                               |
| 42 | 7         | Haar und Haar                     | The Bald and the Beautiful            | 29. Jan. 1989        | 16. Apr. 1992                         | John Sgueglia     | Jules Dennis & Richard Mueller                |
| Steve hat ein Problem: Irgendjemand hat auf seinem Schreibtisch einen Zeitungsausschnitt mit einer Werbung für ein Mittel gegen Haarausfall gelegt, was ihn verunsichert. Als er bei Al auftaucht, versichert dieser ihm, dass Steve tatsächlich eine Glatze bekommt. Zunächst lacht Al darüber, doch als er merkt, dass es ihm ähnlich ergeht, beschließen sie, gemeinsam etwas gegen den Haarausfall zu unternehmen. Sie probieren verschiedene Haarwuchsmittel aus und treten sogar der Vereinigung „Bald American Dudes“ (deutsch: Kahlköpfige Schönlinge Amerikas) bei. Al erkennt dabei, dass seine Sorgen um das Haar unbegründet sind. Auch Steve kommt zu derselben Einsicht, als seine Frau ihm versichert, dass sein Haarausfall nicht besorgniserregend ist. Zudem stellt sie klar, dass sie den Zeitungsausschnitt auf seinem Schreibtisch gelegt hat, um ihn auf ein Supermarkt-Angebot aufmerksam zu machen. |           |                                   |                                       |                      |                                       |                   |                                               |
| 43 | 8         | Die Wahrsagerin                   | The Gypsy Cried                       | 5. Feb. 1989         | 22. Apr. 1992                         | Gerry Cohen       | Richard Gurman                                |
| Eine Wahrsagerin prophezeit Al, Steve und Peggy Glück, während sie für Marcy eine schlechte Zukunft voraussagt. Nach und nach bewahrheiten sich die Prophezeiungen von Al, Steve und Peggy. Marcy wird nervös, da sie die letzte ist, deren Vorhersage noch nicht eingetroffen ist. Als sie von ihrer Dienststelle erfährt, dass sie ihren unangenehmen Chef zu einem Treffen nach New York begleiten muss, befürchtet sie, dass das Flugzeug abstürzen wird. Marcy überzeugt die anderen, mit ihr nach New York zu fliegen. Die Bundys sind sich Marcys vermeintlichem Schicksal bewusst und fordern von ihr Flugtickets in der ersten Klasse. Die Bundys genießen auf dem Flug den Luxus in der 1. Klasse, aber der Flug nach New York entwickelt sich mehr und mehr zu einem chaotischen Abenteuer. |           |                                   |                                       |                      |                                       |                   |                                               |
| 44 | 9         | Warum ausgerechnet mein Friseur?  | Requiem for a Dead Barber             | 12. Feb. 1989        | 23. Apr. 1992                         | James E. Hornbeck | Ron Leavitt & Michael G. Moye                 |
| Al kehrt tief betroffen von der Beerdigung seines Friseurs Tony zurück. Niemand sonst kann ihm einen Haarschnitt für nur 1,25 US-Dollar anbieten. Nach zwei Monaten des Verwilderns beschließt er, einen Schönheitssalon aufzusuchen. Frisch parfümiert und mit einer abenteuerlichen Frisur kommt er vom Salon zurück. Er ist damit gar nicht zufrieden, auch seine Familie nicht. Nun ist er entschlossen, einen richtigen männlichen Friseur zu finden und kehrt glücklich zurück. |           |                                   |                                       |                      |                                       |                   |                                               |
| 45 | 10        | Sex, Video, Al und Peggy          | I’ll See You in Court                 | 18. Juni 2002        | 21. Apr. 1992                         | Gerry Cohen       | Jeanne Baruch & Jeanne Romano                 |
| Um ihre kriselnde Ehe wieder aufzufrischen, beschließen Al und Peggy, in ein heruntergekommenes Motel zu fahren. Dort entdecken sie, dass einer der Pornofilme, den sie sich ansehen, heimliche Aufnahmen von Steve und Marcy beim Sex zeigt. Später erfahren die Bundys, dass auch sie im Motel gefilmt wurden als sie Sex hatten. Daraufhin verklagen die Bundys und die Rhoades das Motel auf 1 Million US-Dollar, da es die beiden ohne ihre Zustimmung beim Sex gefilmt hat. Steve, der nicht möchte, dass ein Anwalt einen Teil der Million erhält, tritt als Anwalt für beide Familien auf. Im Gerichtssaal präsentiert Steve die Sexvideos als Beweismittel: Während das Video der Rhoades mehrere Stunden dauert, ist das Video von Peggy und Al nur wenige Sekunden lang. Am Ende werden den Rhoades 10.000 US-Dollar zugesprochen, während die Bundys leer ausgehen, da die Geschworenen nicht glauben, dass bei ihnen tatsächlich Sex stattgefunden hat. Nachdem alle den Gerichtssaal verlassen haben, möchte Al es sich beweisen und hat stundenlangen Sex mit Peggy auf der Richterbank – unwissentlich aufgezeichnet von der Kamera im Gerichtssaal. Anmerkung: Zwischen den Produzenten der Serie und dem ausstrahlenden Sender Fox kam es zu Konflikten über den Inhalt dieser Episode, was dazu führte, dass sie 13 Jahre lang nicht ausgestrahlt wurde. Selbst bei der Erstausstrahlung beim US-amerikanischen Sender FX im Jahr 2002 wurden einige Szenen entfernt, obwohl die Episode in anderen Ländern bereits ungeschnitten ausgestrahlt worden war. Die Folge sollte ursprünglich am 19. Februar 1989 bei Fox ausgestrahlt werden. |           |                                   |                                       |                      |                                       |                   |                                               |
| 46 | 11        | Im Drei-Sterne-Restaurant         | Eatin’ Out                            | 19. Feb. 1989        | 24. Apr. 1992                         | Gerry Cohen       | Sandy Sprung & Marcy Vosburgh                 |
| Die Bundys erben etwas Geld von Peggys Onkel und beschließen, auf Marcys anraten hin, in ein schickes Restaurant zu gehen. Sie essen ausgiebig. Doch Al vergisst versehentlich seinen Geldbeutel. Als die Kinder geschickt werden, um ihn zu holen, entscheiden sie sich stattdessen, ihre Eltern im Restaurant allein zu lassen. Al und Peggy stehen nun vor dem Problem, die Rechnung nicht begleichen zu können, und versuchen nun verzweifelt, sich aus der misslichen Lage zu befreien. Doch alle ihre Versuche schlugen fehl. Schließlich kommt Peggy auf die Idee, die stinkenden Schuhe von Al als Tatwaffe zu nutzen. Damit gelingt es ihnen, erfolgreich aus dem Restaurant zu entkommen. |           |                                   |                                       |                      |                                       |                   |                                               |
| 47 | 12        | Wie werde ich eine gute Hausfrau? | My Mom, the Mom                       | 26. Feb. 1989        | 27. Apr. 1992                         | Gerry Cohen       | Jan Rosenbloom, Lesa Kite & Cindy Begel       |
| Peggy nimmt am Mutter-Tochter-Tag in Kellys Schule teil und teilt begeistert ihre Freude am Leben als Hausfrau: keine Hausarbeit, nur der Mann sorgt für den Lebensunterhalt der Familie, und den ganzen Tag kann sie fernsehen. Sowohl die Schülerinnen als auch die Mütter sind neugierig auf das Geheimnis ihres Erfolgs. Währenddessen geht Bud verschwenderisch mit seinen Wertsachen und seinem Geld um. Nachdem er das Fenster der Rhoades eingeschlagen hat, muss er auf die harte Tour lernen, den Wert des Geldes zu schätzen. Um ihm eine Lektion zu erteilen, zwingt Al seinen Sohn, im Schuhladen auszuhelfen. |           |                                   |                                       |                      |                                       |                   |                                               |
| 48 | 13        | Die beste Schülerin               | Can’t Dance, Don’t Ask Me             | 19. März 1989        | 28. Apr. 1992                         | Gerry Cohen       | Gabrielle Topping & Robert Ulin               |
| Bei einem Ausflug der Highschool-Tanzgruppe hat Kelly sich in Schwierigkeiten gebracht, indem sie den Bus mit Farbe besprüht hat. Nun steht sie vor der Wahl: Entweder wird sie von der Schule verwiesen oder tritt der Tanzgruppe bei, die sie für die größte Lachnummer hält. Schließlich sieht sie sich gezwungen, bei der Talentshow der Schule als Stepptänzerin aufzutreten. Ihren Auftritt schafft sie mit Bravour. Währenddessen glaubt Al an eine Verschwörung unter den Frauen, denn immer wieder verschwinden seine Socken. |           |                                   |                                       |                      |                                       |                   |                                               |
| 49 | 14        | Ich bin mein bester Kunde         | A Three Job, No Income Family         | 19. März 1989        | 29. Apr. 1992                         | Gerry Cohen       | Richard Gurman                                |
| Peggy macht Al Vorwürfe, dass er zu wenig verdient, denn sie will mehr einkaufen. Statt das sie selbst einen Job sucht, soll Al einen Zweitjob ausüben – was er allerdings kategorisch ablehnt. Doch Al macht sich nun selbst auf die Suche nach einem zweiten Job, denn Peggy hat neuerdings einen Job als Kosmetikverkäuferin und verdient mehr Geld als er, was sein Stolz nicht zulässt. Al arbeitet in der Küche der kleinen, chaotischen Fast-Food-Kette Burger Trek. Steve und Al entdecken später, dass Peggy ihre Kosmetikartikel selbst kauft und keine Kundschaft hat. Dadurch hat sie Schulden angehäuft, die sie nun abbezahlen muss. Nun muss sie in der Küche von Burger Trek arbeiten, wo Al zuvor beschäftigt war. |           |                                   |                                       |                      |                                       |                   |                                               |
| 50 | 15        | Der Verfolger                     | The Harder They Fall                  | 26. März 1989        | 30. Apr. 1992                         | Gerry Cohen       | Ellen L. Fogle                                |
| Peggy bringt Steve in Schwierigkeiten, als sie während einer gemeinsamen Fahrt zur Videothek einen anderen Fahrer mit einem Stinkefinger beleidigt und auf sein Auto spucken will. Steve wird nervös, denn der Fahrer verfolgte ihm und notierte sein Nummernschild. Steve befürchtet, dass der aggressive Fahrer zurückkommt, um sich mit ihm zu prügeln. Um sich zu schützen, lädt Steve die Bundys zu sich nach Hause ein und bittet sie, dort zu übernachten. Die Bundys nutzen die Gastfreundschaft ihrer Nachbarn schamlos aus. Der Fahrer ruft mehrmals bei den Rhoades an und droht, zu erscheinen; daraufhin schmiedet Steve Fluchtpläne. Al überzeugt ihn jedoch, sich seiner Angst zu stellen, und gibt ihm Tipps für den perfekten Schlag. Als der Fahrer schließlich das Haus erreicht, kommt es zu einem Duell mit Steve, das innerhalb weniger Sekunden entschieden ist. Steve gewinnt, und der Fahrer entpuppt sich als Kleinwüchsiger, der Aggressionsprobleme hat. |           |                                   |                                       |                      |                                       |                   |                                               |
| 51 | 16        | Es war einmal ein Haus            | The House That Peg Lost               | 9. Apr. 1989         | 4. Mai 1992                           | Gerry Cohen       | Steve Granat & Mel Sherer                     |
| Marcy und Steve fahren übers Wochenende weg und bitten die Bundys, auf ihr Haus aufzupassen. Kaum sind sie weg, ziehen die Bundys in das Haus ein. Als Marcy und Steve aus ihrem Urlaub zurückkehren, sind sie schockiert, eine Brachfläche an der Stelle vorzufinden, wo einst ihr Haus stand: Eine Abrissfirma hat fälschlicherweise das Haus der Rhoades abgerissen. Dadurch sind die Rhoades gezwungen, die Nacht bei den Bundys zu verbringen. In der Zwischenzeit veranstaltet Kelly eine Pyjamaparty mit ihren besten Freundinnen. Die endet schließlich in Chaos, als Bud enthüllt, dass die Freundinnen sich gegenseitig ihre Freunde ausspannen oder mit ihnen geschlafen haben. |           |                                   |                                       |                      |                                       |                   |                                               |
| 52 | 17        | Meine Frau, die Königin 1         | Married… with Prom Queen (1)          | 23. Apr. 1989        | 5. Mai 1992                           | Gerry Cohen       | Ellen L. Fogle                                |
| Das Klassentreffen von Al und Peggy steht an, die gesamte Bundy-Familie reist an. Peggys Chancen, beim Klassentreffen zur Ballkönigin gewählt zu werden, stehen auf der Kippe, als ihre alte Rivalin Connie Bender auftaucht. Währenddessen trifft Al auf Jack, seinen ehemaligen Rivalen aus der Highschool, und setzt den Streit fort, den sie beim damaligen Abschlussball hatten. |           |                                   |                                       |                      |                                       |                   |                                               |
| 53 | 18        | Meine Frau, die Königin 2         | Married… with Prom Queen (2)          | 30. Apr. 1989        | 6. Mai 1992                           | Gerry Cohen       | Ellen L. Fogle                                |
| Peggy benötigt die Hilfe ihrer Kinder, um die Wahl zur Ballkönigin zu ihren Gunsten zu manipulieren. Währenddessen gerät Al auf dem Parkplatz in eine Schlägerei mit seinem Highschool-Rivalen Jack. Am Ende können sowohl Peggy als auch Al ihren Triumph feiern. |           |                                   |                                       |                      |                                       |                   |                                               |
| 54 | 19        | Der Held der modernen Welt        | The Dateless Amigo                    | 7. Mai 1989          | 8. Mai 1992                           | Gerry Cohen       | Sara V. Finney & Vida Spears                  |
| Al erfindet einen neuen Schuh (die Bundy-Schuhlichter) und will damit reich werden. Beim alljährlichen Schuhverkäufer-Konferenz will er damit auftrumpfen, denn er wird seit Jahren als der schlechteste Schuhverkäufer des Landes gewählt. Kelly wird sein Versuchskaninchen: er nimmt die Scheinwerfer und die Autobatterie vom Familienauto und schnallt sie an Kellys Schuhe. In der Zwischenzeit versucht Bud, seinen Freunden zu beweisen, dass er ein Mädchen abbekommen kann, indem er eine Schaufensterpuppe aus einem Kaufhaus als seine vermeintliche Freundin ausgibt. Sowohl seine Freunde als auch seine Mitschülerinnen sehen Bud in einem ganz anderen Licht: Die Mädchen finden ihn auf einmal sehr attraktiv und begehrenswert, während seine Freunde von ihm beeindruckt sind. |           |                                   |                                       |                      |                                       |                   |                                               |
| 55 | 20        | Ein Computer würde helfen         | The Computer Show                     | 14. Mai 1989         | 7. Mai 1992                           | Gerry Cohen       | Ralph R. Farquhar                             |
| Bud wünscht sich einen PC. Gegen Als Wunsch kaufen Peggy und Marcy einen PC für 2.500 US-Dollar. Trotz der anfänglichen Begeisterung in der Familie findet der PC jedoch keine Nutzung – genau das hatte Al befürchtet. Als Al versucht, den PC zu verkaufen, zeigt niemand Interesse daran. Schließlich gibt Al seinem Frust nach und zerstört das teure Gerät mit einem Vorschlaghammer. |           |                                   |                                       |                      |                                       |                   |                                               |
| 56 | 21        | Tage am Strand                    | Life’s a Beach                        | 21. Mai 1989         | 11. Mai 1992                          | Gerry Cohen       | Ralph R. Farquhar                             |
| Al möchte einen Tag mit seiner Familie verbringen und das erste Familienfoto machen. Kurz darauf erscheint Steve bei den Bundys und bittet sie, einem Autofahrer, mit dem er einen leichten Unfall hatte, einen Umschlag mit 100 US-Dollar zu übergeben. Als Steve sich verabschiedet, haben die Bundys allerdings eine bessere Idee: Sie nehmen sich einfach das Geld aus dem Umschlag und gönnen sich den sonnigen Tag am Strand. Am Strand trifft Al auf seine Ex-Freundin, die Interesse an ihm zeigt. Währenddessen wetteifern Kelly und Bud darum, wer am Strand zuerst küssen wird. Am Ende erfahren die Rhoades, die auch am Strand ihre Zeit genießen, dass Steves Auto von einem Mann stark beschädigt wurde. |           |                                   |                                       |                      |                                       |                   |                                               |
| 57 | 22        | Warum nicht bei mir?              | Here’s Lookin’ at You, Kid            | 21. Mai 1989         | 12. Mai 1992                          | Gerry Cohen       | Len O’Neill, Jeanne Baruch & Jeanne Romano    |
| Die Frauen der Nachbarschaft werden zum Ziel eines Spanners – mit Ausnahme von Peggy, die dies als Zeichen deutet, dass sie nicht mehr attraktiv ist. Um den Spanner anzulocken, versucht Peggy, seine Aufmerksamkeit zu erregen. Doch der Spanner ist nicht zu sehen. Al versucht alles, Peggy zu beruhigen, und entwickelt einen Plan: Er gibt sich als Spanner aus und überrascht sie am Schlafzimmerfenster. Doch die Nachbarn entdecken den vermeintlichen Spanner und verprügeln Al krankenhausreif. In der Zwischenzeit soll Bud seiner Schwester Kelly Nachhilfe geben, damit sie ihre Prüfung besteht und nicht sitzenbleibt. Ihre Eltern sind besorgt, dass sie erneut die Klasse nicht bestehen wird. Die Aussicht, mit ihrem Bruder in dieselbe Klasse zu kommen, motiviert beide. Bud weist Al darauf hin, dass Kelly aufgrund ihrer begrenzten Fähigkeit, Informationen zu behalten, grundlegende Informationen vergisst, um sich neues Wissen anzueignen. Sovergisst sie, wer Al ist, verwechselt Bud mit dem Familien Buck und erkennt den Klang einer Türklingel nicht mehr. Dennoch schafft Kelly ihre Prüfung. |           |                                   |                                       |                      |                                       |                   |                                               |

## Staffel 4
Die vierte Staffel wurde vom 3. September 1989 bis zum 13. Mai 1990 auf dem US-amerikanischen Fernsehsender Fox ausgestrahlt. Die deutschsprachige Erstausstrahlung erfolgte bei RTLplus vom 13. Mai bis zum 22. Juni 1992.
| Nr. (ges.) | Nr. (St.) | Deutscher Titel                  | Originaltitel                            | Erstausstrahlung USA | Deutschsprachige Erstausstrahlung (D) | Regie           | Drehbuch                                         |
| --- | --------- | -------------------------------- | ---------------------------------------- | -------------------- | ------------------------------------- | --------------- | ------------------------------------------------ |
| 58 | 1         | Das Barbecue                     | Hot off the Grill                        | 3. Sep. 1989         | 13. Mai 1992                          | Gerry Cohen     | Gabrielle Topping, Michael G. Moye & Ron Leavitt |
| Es ist Labor Day. Während viele Familien am Strand entspannen, feiern die Bundys den Feiertag wie gewohnt mit einem Grillfest. Auch die Nachbarn Steve und Marcy sind eingeladen. Die Kinder müssen Getränke, Lebensmittel und Holzkohle besorgen, während Peggy sich um die Gartenmöbel kümmert. Natürlich darf jedoch niemand den Grill anfassen – außer Al persönlich. Für ihn ist das Geheimnis eines perfekt gegrillten Fleisches, ihn mit der Asche aus den Vorjahren zu würzen. Doch dann stößt Peggy versehentlich den Grill um, und die Asche wird verstreut. Wie kann sie diese ersetzen, ohne dass Al es bemerkt? Glücklicherweise kommen Marcy und Steve aus dem Krematorium mit einer Urne, die die Asche ihrer Tante Tuney enthält. |           |                                  |                                          |                      |                                       |                 |                                                  |
| 59 | 2         | Tote turnen nicht                | Dead Men Don’t Do Aerobics               | 10. Sep. 1989        | 14. Mai 1992                          | Gerry Cohen     | Katherine Green                                  |
| Peggy hat bei einem Gewinnspiel gewonnen: Der Fitnesstrainer Jim Jupiter, der sich als der „gesündeste Mann Chicagos“ bezeichnet, verbringt zwei Wochen im Haus der Bundys – mit täglichem Fitnesstraining und gesunder Ernährung. Al und Steve betrachten Jim Jupiter mit Verachtung, da er ihn für nicht männlich genug halten. Peggy und Marcy finden Jim Jupiter wiederum extrem attraktiv. Nach einigen Tagen ist Peggy erschöpft. Sie schaut lieber Fernsehen und genießt Süßigkeiten. Schließlich beginnt sie, den Fitnesstrainer nach ihren eigenen Vorstellungen umzuformen, sodass er sich nur noch von zuckerhaltigen und fettreichen Speisen ernährt, mit dem Rauchen anfängt und nur noch vor dem Fernseher hängt. Kurz darauf stirbt Jim Jupiter in seiner TV-Show. Peggy bekommt ein schlechtes Gewissen und zwingt ihre Familie, sich gesund zu ernähren. |           |                                  |                                          |                      |                                       |                 |                                                  |
| 60 | 3         | Wochenende im Wald               | Buck Saves the Day                       | 24. Sep. 1989        | 15. Mai 1992                          | Gerry Cohen     | Marcy Vosburgh & Sandy Sprung                    |
| Ein Rock-Konzert steht an. Bud und Kelly sind fest entschlossen, dort hinzugehen. Sie versuchen, Geld für die Konzertkarten zu sammeln. Kelly spielt Poker gegen Peggy und ihre Freundinnen, während Bud seinen Vater an eine Gruppe von Kindern verkauft hat. Al soll mit den Kindern campen gehen. Auch Steve schließt sich ihnen an, da er glaubt, es würde ein großer Spaß werden. Al versucht zunächst, sich aus der Situation herauszuwinden, erkennt jedoch schnell, dass es ihm immer noch besser geht, Zeit mit den jungen Campern zu verbringen als mit seiner Frau Peggy. Der Campingausflug entwickelt sich zu einem solchen Desaster, dass Al seinen Hund Buck nach Hause schickt, um Hilfe zu holen. Doch Buck, der endlich das Haus erreicht, will nur seine Ruhe. |           |                                  |                                          |                      |                                       |                 |                                                  |
| 61 | 4         | Zahnweh                          | Tooth or Consequences                    | 1. Okt. 1989         | 18. Mai 1992                          | Gerry Cohen     | Will Rogers, Sheldon Krasner & David Saling      |
| Bud und Kelly sollen bei der alljährlichen Zahnuntersuchung teilnehmen, doch die Eltern machen das lieber selbst und fälschen die Untersuchungsbefunde. Al prahlt damit, dass er in seinem Leben noch nie beim Zahnarzt war. Doch dann bekommt er starke Zahnschmerzen und sucht den Zahnarzt auf. Der Zahnarzt ist zunächst freundlich, wird jedoch schnell extrem verbittert und gereizt, da sich seine Ehefrau von ihm scheiden lässt und all seine Besitztümer einklagen möchte. Zudem gibt seine attraktive Zahnarzthelferin sein ganzes Geld aus. Seine Wut lässt er an Al aus, und dessen Gebiss wird stark in Mitleidenschaft gezogen. Als Al schließlich zurückkommt, hat er mehr Schmerzen als zuvor, und ausgerechnet an diesem Tag hat Peggy ein warmes Essen zubereitet. |           |                                  |                                          |                      |                                       |                 |                                                  |
| 62 | 5         | Klein aber mein                  | He Ain’t Much, But He’s Mine             | 8. Okt. 1989         | 19. Mai 1992                          | Gerry Cohen     | Lisa Rosenthal                                   |
| Peggy und Marcy unterhalten sich mit anderen Frauen im Friseursalon, als Ginger erzählt, dass sie eine Affäre mit einem verheirateten Mann hat, der gerne zum Bowling geht. Sie beschreibt dessen Ehefrau als schrecklich, da sie weder putzen noch kochen möchte. Zudem will sich Ginger ihre Haare nicht rot färben lassen, weil der Mann davon schlecht wird. Als die Frau den Friseursalon verlässt, scheint jeder zu ahnen, um wen es sich handelt: Sie hat eine Affäre mit Al. Peggy wird eifersüchtig und verhält sich daraufhin merkwürdig. Sie engagiert Steve, der Al beschatten soll. Peggy konfrontiert Al mit den Gerüchten und Al versichert ihr, dass er keine Affäre hat. |           |                                  |                                          |                      |                                       |                 |                                                  |
| 63 | 6         | Her mit den kleinen Französinnen | Fair Exchange                            | 29. Okt. 1989        | 20. Mai 1992                          | Gerry Cohen     | Al Aidekman                                      |
| Al bekommt von seiner Familie vorgeworfen, dass er als Alleinverdiener zu wenig verdient. Al macht ihnen einen Vorschlag, dass sie doch selbst Geld verdienen sollen – aber sie lehnen ab. Als die Bundys erfahren, dass die Schule 500 US-Dollar für die Unterbringung eines Austauschschülers bietet, bewerben sie sich sofort. Ihnen wird die französische Schülerin Yvette zugewiesen, die bei ihnen in der Garage einzieht. Kelly zeigt ihr, wie sie in der Schule gut ankommt – besonders bei den Jungs. Yvette wird auf der Schule so beliebt, dass Kelly kaum noch Beachtung geschenkt wird – und das ärgert Kelly. Kelly erfährt, dass Yvette die Prüfungen bestehen muss, um als Austauschschülerin bei den Bundys bleiben zu dürfen. Kelly verspricht, ihr zu helfen. Doch Yvette vermasselt alle Prüfungen und muss die Schule sowie die Bundys verlassen. Die Bundys sind traurig, dass Yvette nicht mehr da ist. Außer Kelly, sie führt wieder ein glückliches Leben.                                         |           |                                  |                                          |                      |                                       |                 |                                                  |
| 64 | 7         | Miss Faltblatt                   | Desperately Seeking Miss October         | 5. Nov. 1989         | 21. Mai 1992                          | Gerry Cohen     | Arthur Silver & Steve Bing                       |
| Als Al eine Kundin im Schuhgeschäft als Miss Oktober des Playboy-Magazins erkennt (Brandi Brandt, dem Playmate des Monats Oktober 1987), macht er sich auf die Suche nach seinen alten Playboy-Ausgaben. Doch Peggy hat seine Sammlung verkauft, und kauft sich vom Erlös einen Glücksbringer namens Tubro. Nicht nur Al ist auf Peggy sauer, auch Bud ist geknickt. Als sein Vater als Geist erscheint, der einst seine Playboy-Sammlung an Al weitergegeben hat, überzeugt er Al davon, dass die gesamte Männerwelt auf ihn blickt. Al muss alles daran setzen, um seine Playboy-Sammlung zurückzubekommen. Er zwingt Peggy dazu, alle verkauften Playboy-Hefte zurückzuholen. |           |                                  |                                          |                      |                                       |                 |                                                  |
| 65 | 8         | Al wird Unternehmer              | 976-SHOE                                 | 12. Nov. 1989        | 22. Mai 1992                          | Gerry Cohen     | Sandy Sprung & Marcy Vosburgh                    |
| Al bittet Steve um einen Kredit in Höhe von 50.000 US-Dollar, damit er seine eigene Schuh-Hotline finanzieren kann. Er sieht darin eine großartige Geschäftsidee: Er will den Menschen bei ihren Schuhproblemen helfen, natürlich müssen sie dafür bezahlen. Um eine Reise nach Hawaii zu gewinnen, die seine Bank bei guten Abschlüssen vergibt, bewilligt Steve den Kredit. Er wird von seinem Chef gewarnt, dass er gefeuert würde, falls Al Bundy keine Erfolge vorweisen könne. Al dreht sogar einen Fernsehspot, in dem er sich als Dr. Schuh ausgibt und platziert den Werbespot im Lokalfernsehen. Doch niemand ruft an. Um Steve zu retten, gewährt Marcy Al einen weiteren Kredit von 50.000 US-Dollar, um Steve die Summe auszahlen zu können, aber auch den gibt Al für seine Schuh-Hotline aus. Das kostet Steve seinen Job in der Bank. Marcy muss zur Strafe am Schalter arbeiten. |           |                                  |                                          |                      |                                       |                 |                                                  |
| 66 | 9         | Der Sparstrumpf                  | Oh, What a Feeling                       | 19. Nov. 1989        | 25. Mai 1992                          | Gerry Cohen     | Ron Leavitt & Michael G. Moye                    |
| Al hat genug davon, dass sein Auto ständig kaputtgeht und er mitten auf der Straße stehen bleibt, um es nach Hause schieben zu müssen. Deshalb beschließt er, ein neues Auto zu kaufen. In einem Schuhkarton in seinem Garten sind zehn Jahre seines Lebens des Verzichts vergraben - ganze 5.000 US-Dollar hat er sparen können. Er schnappt sich die Kinder und fährt zum Autohaus, um ihnen zu zeigen, dass er weiß, wie man feilscht. Dort muss er jedoch feststellen, dass Peggy fast sein gesamtes Erspartes ausgegeben hat und ihm nur noch 800 US-Dollar bleiben. Peggy kennt allerdings einen Gebrauchtwagenhändler. Dort kauft Al ein Auto, das zwar seinem alten sehr ähnlich sieht, aber einen deutlich geringeren Kilometerstand aufweist. |           |                                  |                                          |                      |                                       |                 |                                                  |
| 67 | 10        | Der Aussteiger                   | At the Zoo                               | 26. Nov. 1989        | 26. Mai 1992                          | Gerry Cohen     | Katherine Green                                  |
| Steve verbringt seine Zeit damit, Peggy, Kelly und Bud in den Zoo zu begleiten, anstatt sich einen Job zu suchen. Eigentlich hat er gar kein Interesse daran, wieder zu arbeiten. Natürlich muss er Marcy gegenüber so tun, als würde er aktiv nach einer neuen Stelle suchen. Als Marcy jedoch die Wahrheit herausfindet, ist sie wütend und besteht darauf, dass er zu einem Vorstellungsgespräch bei ihrer Bank geht, das sie für ihn arrangiert hat – das Vorstellungsgespräch soll er ausgerechnet mit seinem ehemaligen Chef führen. Marcy wird während ihrer Arbeit von einem Bankräuber angeschossen, als sie ihn überwaltigt und erhält dafür eine Belohnung von 25.000 US-Dollar. |           |                                  |                                          |                      |                                       |                 |                                                  |
| 68 | 11        | Frohe Weihnacht (1)              | It’s a Bundyful Life: Part 1             | 17. Dez. 1989        | 1. Juni 1992                          | Gerry Cohen     | Michael G. Moye & Ron Leavitt                    |
| Dieses Jahr wird Weihnachten für die Bundys etwas ganz Besonderes. Denn Al hat es geschafft, etwas Geld zu sparen und versprochen, dass es Geschenke geben wird. Bei den Rhoades hingegen herrscht Stress: Steve feiert Weihnachten bei seiner Mutter, und Marcy beklagt sich darüber, dass sie allein sein wird. Als Al sein Geld von der Bank abheben möchte, hat die Bank aufgrund einer Weihnachtsfeier bereits geschlossen. Auch Marcy, die dort arbeitet und bereits betrunken die Feierlichkeiten genießt, ist nicht bereit, Al zu helfen. |           |                                  |                                          |                      |                                       |                 |                                                  |
| 69 | 12        | Frohe Weihnacht (2)              | It’s a Bundyful Life: Part 2             | 17. Dez. 1989        | 2. Juni 1992                          | Gerry Cohen     | Michael G. Moye & Ron Leavitt                    |
| Al, der die versprochenen Geschenke nicht mit nach Hause gebracht hat, verbringt den Abend allein. Seine Familie ist enttäuscht und geht ohne ihn essen. Als er versucht, die Weihnachtslichter anzuschalten, leuchtet nur eine Glühbirne – und er bekommt einen Stromschlag. Kurz darauf erscheint sein Schutzengel in Gestalt eines Obdachlosen und zeigt ihm, was geschehen wäre, wenn Al nie geboren worden wäre: Peggy ist eine fürsorgliche Hausfrau, Bud sehnt sich nach Gerechtigkeit, Kelly ist eine fromme und hochgebildete Studentin. Anmerkung: Dies ist der erste Auftritt von Ted McGinley in der Serie, in dieser Folge spielt er den Ehemann von Peggy. Er wird ab Staffel 5 Marcys zweiten Ehemann Jefferson D’Arcy spielen. |           |                                  |                                          |                      |                                       |                 |                                                  |
| 70 | 13        | Do it yourself                   | Who’ll Stop the Rain                     | 7. Jan. 1990         | 27. Mai 1992                          | Gerry Cohen     | Kevin Curran                                     |
| An einem Wochenende mit langanhaltendem Regen versucht Al verzweifelt, das undichte Dach des Hauses und die Fernsehantenne zu reparieren. Doch jedes Mal, wenn er vom Dach fällt, fragen sich Peggy und die Kinder, ob er zu dumm oder zu geizig ist, um einen Dachdecker zu beauftragen, der die Arbeit für ihn erledigt. In der Zwischenzeit hat Steve einen neuen Job in einer Tierhandlung, während Marcy unter den Nebenwirkungen leidet, nachdem sie von einer giftigen Echsenart – dem peruanischen Teufelsgecko – gebissen wurde. |           |                                  |                                          |                      |                                       |                 |                                                  |
| 71 | 14        | Eine haarige Angelegenheit       | A Taxing Problem                         | 14. Jan. 1990        | 3. Juni 1992                          | Gerry Cohen     | Paul Diamond                                     |
| Al sieht sich aufgrund von Peggys kreativer Buchführung einer Steuerprüfung gegenüber: Die Bundys müssen irgendwie 5.000 US-Dollar aufbringen. Doch Al hat eine Idee: Peggys Haare soll an eine verzweifelte Frau verkauft werden, um die Steuerschuld zu begleichen. Allerdings hat Peggy nicht vor, ihr rotes Haar so schnell herzugeben. Als Al schließlich die Gelegenheit hat, ihr die Haare abzuschneiden, kann er es nicht übers Herz bringen und lässt es bleiben. Al bereitet sich auf das Gefängnis vor, da die lückenhafte Steuererklärung unter seinem Namen unterschrieben wurde. Doch die Bundys haben einen Plan: Sie verkaufen das Fell ihres Hundes Buck, ohne dass die verzweifelte Frau davon erfährt. |           |                                  |                                          |                      |                                       |                 |                                                  |
| 72 | 15        | Das Model                        | Rock and Roll Girl                       | 4. Feb. 1990         | 29. Mai 1992                          | Linda Day       | Ellen L. Fogle                                   |
| Al fordert die Familie auf, ihr eigenes Geld zu verdienen, damit er nicht jeden Tag um sein mageres Kleingeld betrogen wird. Das veranlasst Peggy, ihre eigenes Zollbüro am Flughafen zu eröffnen – doch die Polizei hat etwas dagegen. Bud ernennt sich selbst zu Kellys Agenten und verschafft ihr einen Job als attraktive Tänzerin für ein Musikvideo der Rockband The Gutter Cats. Als Al davon erfährt, wird er wütend und fährt zum Videodreh, um seine Tochter zu beschützen. Der Regisseur überzeugt Al, ebenfalls im Musikvideo mitzuspielen. Während des Drehs verletzt sich Al schwer. Anmerkung: Dies ist David Garrisons letzter Auftritt in der Serie als reguläres Mitglied in seiner Rolle als Steve; er wird in der Serie noch viermal als Gaststar zurückkehren. |           |                                  |                                          |                      |                                       |                 |                                                  |
| 73 | 16        | Las Vegas (1)                    | You Gotta Know When to Hold Them: Part 1 | 11. Feb. 1990        | 9. Juni 1992                          | Gerry Cohen     | Sioux Doanham                                    |
| Marcy bleibt bei den Bundys, nachdem Steve sie verlassen und die Scheidung eingereicht hat, um seinen Traum, Förster im Nationalpark zu werden, zu verwirklichen. Er will sich vom konsumorientierten Leben abkehren und ein einfaches Leben führen. Peggy nimmt Marcy mit nach Las Vegas, um sie aufzumuntern - aber nicht bevor sie den Fernseher von Al verkauft und seine Kreditkarten bis zum Limit ausgereizt haben, um die Reise zu finanzieren. Die Frauen wollen das ganze Geld in Las Vegas verprassen. Kaum in Las Vegas angekommen, sind sie bereits in einem Casino und versuchen ihren Glück. Al bemerkt zu Hause, dass sein Fernseher verschwunden ist, die Kinder wiederum, dass Peggy fehlt. Al stellt außerdem fest, dass außer dem Fernseher auch 5.000 US-Dollar von seinem Konto verschwunden sind. Al und die Kinder folgen den Frauen nach Las Vegas. |           |                                  |                                          |                      |                                       |                 |                                                  |
| 74 | 17        | Las Vegas (2)                    | You Gotta Know When to Fold Them: Part 2 | 18. Feb. 1990        | 10. Juni 1992                         | Gerry Cohen     | Kevin Curran                                     |
| Peggy und Marcy stellen an der Bar fest, dass sie innerhalb weniger Minuten ihr ganzes Geld verspielt haben und nun pleite sind. Um etwas Geld zu verdienen, versuchen sie, mit einer improvisierten Bühnenshow das Publikum zu unterhalten, doch die Zuschauer sind von der Darbietung alles andere als begeistert. Zudem stehlen sie Brieftaschen von betrunkenen Casinobesuchern. Währenddessen erreichen Al und die Kinder die Stadt Las Vegas. Kelly zeigt im Casino unerwartetes Talent: Sie kann beim Roulette die richtigen Zahlen vorhersagen, so lang sie unter Druck gesetzt wird. Aber das Pech verlässt Al Bundy nicht, sodass er in den Ring steigen muss und gegen Big Bad Mama antreten muss – er muss den Kampf 3 Minuten lang überstehen und bekommt dafür 10.000 US-Dollar. |           |                                  |                                          |                      |                                       |                 |                                                  |
| 75 | 18        | Die Freuden der Rache            | What Goes Around Came Around             | 25. Feb. 1990        | 4. Juni 1992                          | Gerry Cohen     | Ellen L. Fogle                                   |
| Die Bundys sind beim Schulball. Al, der auf dem Ball eigentlich eine Rede über die besten Footballspieler der Highschool halten soll, bereitet stattdessen eine Ansprache an die Jugendlichen, in der vor den Gefahren der Ehe warnt. Er ist ganz aufgeregt eine Rede zu halten. Während Al auf dem Ball stundenlang über das Unglück verheirateter Männer schwadroniert, wird Peggy von einem Lehrer umworben. Kelly hingegen versucht, zwei Dates gleichzeitig unter einen Hut zu bringen. Bud sinnt auf Rache an seiner ehemaligen Verabredung Heather McCoy, die ihn vor Jahren gedemütigt hat, indem sie in der sechsten Klasse seine Unterwäsche an einem Fahnenmast hochgezogen hat. Er gibt vor, ihr vergeben zu haben, und begleitet sie zum Schulball. Doch sein Racheplan geht schief, und er wird erneut von Heather vor allen Leuten bloßgestellt. Jetzt nimmt Kelly die Sache selbst in die Hand und Heather wird die Rache zu spüren bekommen.                                                               |           |                                  |                                          |                      |                                       |                 |                                                  |
| 76 | 19        | Wer trifft mehr?                 | Peggy Turns 300                          | 25. März 1990        | 15. Juni 1992                         | Tony Singletary | Katherine Green                                  |
| Al plant einen besonderen Abend für Peggys Geburtstag, indem er sie in ein Bowling-Center einlädt, wo er hofft, endlich den Rekord seines Erzrivalen zu übertreffen – für diesen Moment hat er lange trainiert. Er schafft einen Rekord. Auch Marcy ist dort seit einiger Zeit regelmäßig anzutreffen, da man ihr geraten hat, dass dies ein guter Ort sei, um Männer kennenzulernen. Sie gibt Peggy hilfreiche Bowling-Tipps. Peggy, die das Bowlen nicht so ernst nimmt wie ihr Mann, spielt an dem Abend beiläufig ein perfektes Spiel und zerstört damit das Selbstwertgefühl von Al. |           |                                  |                                          |                      |                                       |                 |                                                  |
| 77 | 20        | Staatlich geprüfte Hausfrau      | Peggy Made a Little Lamb                 | 15. Apr. 1990        | 16. Juni 1992                         | Gerry Cohen     | Ellen L. Fogle                                   |
| Bei der Durchsicht ihrer Highschool-Erinnerungsstücke entdeckt Peggy, dass sie den Hauswirtschaftsunterricht nie bestanden hat und die fehlenden Punkte durch den Besuch von Kellys Hauswirtschaftskurs nachholen muss. Die Prüfung besteht darin, eine bestimmte Mahlzeit zuzubereiten. Kelly soll einen Wackelpudding machen, während Peggy Lammschultern zubereiten muss. Beide arbeiten die ganze Nacht hindurch. Als alles fertig ist und die erschöpften Köchinnen ins Bett fallen, wacht Al mit großem Heißhunger auf und isst alles weg. |           |                                  |                                          |                      |                                       |                 |                                                  |
| 78 | 21        | Das Wettermädchen                | Rain Girl                                | 29. Apr. 1990        | 11. Juni 1992                         | Gerry Cohen     | Kevin Curran                                     |
| Kelly ist wütend, denn sie muss im Sommer ein Praktikum bei einem lokalen Nachrichtensender von Kanal 83 machen, den niemand sieht – und das auch noch nachts. Kelly tritt den Praktikum an, das sich in eine mit 250.000 US-Dollar pro Jahr bezahlte Stelle verwandeln soll, da die Verantwortlichen in ihr nach einer Möglichkeit sehen, die Einschaltquoten zu steigern. In der Zwischenzeit bekommt Al eine kleine Gehaltserhöhung von 5 US-Dollar pro Woche. Als Al von Kellys neuem Job erfährt, kündigt er seine Stelle als Schuhverkäufer und wird ihr Agent. Er übernimmt die Vertragsverhandlungen und sorgt dafür, dass Kelly den Arbeitsvertrag nicht sofort unterschreibt. Vorab kauft er bereits einen Porsche. Doch ihr erster Fernsehauftritt verläuft katastrophal: Der Sender zieht sich zurück und kündigt Kelly. Die Bundys können die Porsche nicht abbezahlen. |           |                                  |                                          |                      |                                       |                 |                                                  |
| 79 | 22        | Die Liebesnacht                  | The Agony of De-Feet                     | 6. Mai 1990          | 17. Juni 1992                         | Gerry Cohen     | Diane Burroughs & Joey Gutierrez                 |
| Marcy wohnt bei den Bundys, und das passt Kelly überhaupt nicht: All ihre Dates werden von Marcy verscheucht und beleidigt Kelly als „Einfallspinsel“. Kelly sinnt nach Rache. Marcy betrinkt sich mit einer Flasche Wein und wacht mit Erinnerungslücken am nächsten Morgen neben Bud auf der Couch auf. Dank Kellys Plan glaubt sie, dass sie mit Bud geschlafen hat. Bud, dem das Gleiche vorgegaukelt wird, fühlt sich plötzlich in der glücklichen Lage, eine ältere Frau verführt zu haben. Währenddessen wird Al seit einiger Zeit von nächtlichen Albträumen geplagt: Er träumt von Füßen und wacht dabei immer schreiend auf. Eines Tages kommt eine attraktive Frau in den Schuhladen und bittet Al, als Juror an einem Wettbewerb teilzunehmen und in seinem Schuhladen zu veranstalten. Er willigt sofort ein, da er glaubt, es handele sich um einen Schönheitswettbewerb. Doch er erlebt eine große Überraschung, als er herausfindet, dass es sich um einen Wettbewerb für Chicagos hässlichste Fuß handelt. |           |                                  |                                          |                      |                                       |                 |                                                  |
| 80 | 23        | Ausverkauf                       | Yard Sale                                | 13. Mai 1990         | 22. Juni 1992                         | Gerry Cohen     | Marcy Vosburgh & Sandy Sprung                    |
| Als Al entdeckt, wie viel sinnlosen und teuren Schnickschnack Peggy auf Flohmärkten gekauft hat. Er beschließt, dass die Familie ihren eigenen Flohmarkt veranstalten sollte, um etwas Geld zu verdienen. Doch ihre Trödelsammlung weckt nicht das Interesse der Käufer, sodass sie zu immer extremeren Ideen greifen, um Kunden anzulocken. Währenddessen hat Marcy eine Verabredung mit einem Mann, der auf dem Flohmarkt jedoch mit anderer Frau verschwindet. |           |                                  |                                          |                      |                                       |                 |                                                  |

## Staffel 5
Die fünfte Staffel wurde vom 23. September 1990 bis zum 19. Mai 1991 auf dem US-amerikanischen Fernsehsender Fox ausgestrahlt. Die deutschsprachige Erstausstrahlung erfolgte bei RTLplus vom 24. Juni bis zum 4. August 1992.
| Nr. (ges.) | Nr. (St.) | Deutscher Titel              | Originaltitel                       | Erstausstrahlung USA | Deutschsprachige Erstausstrahlung (D) | Regie       | Drehbuch                        |
| --- | --------- | ---------------------------- | ----------------------------------- | -------------------- | ------------------------------------- | ----------- | ------------------------------- |
| 81 | 1         | Der Super-Stau               | We’ll Follow the Sun                | 23. Sep. 1990        | 24. Juni 1992                         | Gerry Cohen | Ron Leavitt & Michael G. Moye   |
| Der Tag hat für die Bundys wunderbar begonnen: Die Fernsehzeitung kündigt sehr zur Freude für eine Peggy eine neue Serie an, Kelly hat ihren Schlussabschluss gemacht, Bud ist in die Oberstufe gekommen und Marcy ist aus dem Urlaub zurückgekehrt und ist nun Bankmanagerin. Bis auf Al, er ist müde vom Alltag. Er will mit seiner Familie am Labor Day einen Ausflug fahren. Doch nicht weit vom Haus der Bundys bleiben sie in einem riesigen Stau stecken. Bald darauf kommt es zu einer Schlägerei mit den Insassen des Wagens neben ihnen. Nach einem Streit mit seiner Familie wird ihm alles zu viel, und er hält eine leidenschaftliche Rede über den Sinn von Familienurlauben und die Freiheit auf den Straßen. Plötzlich löst sich der Stau langsam auf, doch Al kann nicht losfahren, da sein Auto einen Platten hat. Seine Familie verlässt ihn und macht sich zu Fuß auf den Heimweg. Allein im Auto, steigt Al auf die Motorhaube und fragt die anderen Fahrer, ob jemand einen Ersatzreifen hat. Statt Hilfe zu erhalten, wird er jedoch von den frustrierten Fahrern mit Müll beworfen und zusammengeschlagen. |           |                              |                                     |                      |                                       |             |                                 |
| 82 | 2         | Al und Kelly allein zu Hause | Al… with Kelly                      | 30. Sep. 1990        | 23. Juni 1992                         | Gerry Cohen | Gabrielle Topping & Stacie Lipp |
| Al und Kelly geben vor, krank zu sein, um eine Woche lang Peggys Mutter nicht besuchen zu müssen. Kelly beschwert sich bei ihrem Vater, dass sie gemeinsam kaum etwas erlebt haben. Al offenbart zudem, dass er wichtige Details über seine Tochter, wie ihren Geburtstag, nicht weiß. Dennoch kommen sie damit zurecht und verbringen ihre freie Zeit unabhängig voneinander. Während Kelly das Haus verlässt, um auszugehen, schaut Al sich seine Lieblingssendung Psycho Dad an. Doch das ändert sich, als Kelly tatsächlich krank wird und ihren Vater braucht, um sich um sie zu kümmern. Für Al ist das eine Strafe, denn Kelly kann auf Dauer anstrengend sein. Schon bald wünscht er sich, dass seine Frau nach Hause kommt. Um der Realität zu entfliehen, fantasiert Al von zwei blonden Frauen, die um seine Aufmerksamkeit kämpfen (eine von ihnen von Pamela Anderson gespielt wird). Am Ende steckt sich Al jedoch bei Kelly an, und seine Träume verwandeln sich in einen Albtraum. |           |                              |                                     |                      |                                       |             |                                 |
| 83 | 3         | Mein Auto – Dein Auto        | Sue Casa, His Casa                  | 7. Okt. 1990         | 25. Juni 1992                         | Gerry Cohen | Kevin Curran                    |
| Bud hat seinen Führerschein erhalten und möchte sich das Auto seines Vaters ausleihen, um Frauen aufzureißen. Al weigert sich jedoch, seinen Kindern das Auto zu überlassen. Kurz darauf denkt er darüber nach, eine Autoversicherung für seinen Sohn abzuschließen, doch die hohen Kosten machen das unmöglich. Schließlich gibt Al nach und überlässt seinen Kindern das Auto. Bald darauf geraten Bud und Kelly in einen Autounfall mit einem Mercedes-Fahrer (Mercedes-Benz R 129), der sie auf 1 Million US-Dollar verklagt. Al wittert die Chance, woraufhin die Bundys ihn auf 1 Trillion US-Dollar verklagen. Sie täuschen Verletzungen vor und benennen Marcy als Zeugin, die angeblich den Unfall beobachtet hat. Beim Gerichtstermin erscheint Bud mit Krücken, Kelly kommt mit einem Blindenhund und Peggy trägt eine Halskrause. Während der Anhörung offenbart Marcy jedoch, dass sie den Unfallhergang gar nicht mitverfolgen konnte, da sie gerade mit einem Mann intim war. Auch die vorgetäuschten Verletzungen der Bundys überzeugen nicht. Bud, der Angst hat, wegen Falschaussage ins Gefängnis zu kommen, beginnt über den tatsächlichen Unfallhergang zu sprechen. Dabei stellt sich heraus, dass die Kinder fahrlässig gehandelt haben und von Al dazu überredet wurden, ihre Verletzungen vorzutäuschen. Al muss die Reparaturkosten in Höhe von 50.000 US-Dollar übernehmen, seine Familie wird freigesprochen. |           |                              |                                     |                      |                                       |             |                                 |
| 84 | 4         | Das Endspiel                 | The Unnatural                       | 14. Okt. 1990        | 29. Juni 1992                         | Gerry Cohen | Katherine Green                 |
| Al zählt zu den schwächsten Spielern im Softball-Team der New Market Mallers, und sein Team hat erneut verloren. Die Chancen auf den Meistertitel sind gesunken. Kurz vor dem Finalspiel der Softball-Meisterschaften wird Al durch den talentierteren Spieler Sven Hunkstrom ersetzt und ist fortan nur noch Ersatzspieler. Die Schiedsrichterin des Spiels ist ausgerechnet Marcy, die bereits im letzten Spiel als Schiedsrichterin eingesetzt war und die Niederlage von Al mit sichtlichem Vergnügen beobachtet hat. Als Sven sich während des Finalspiels aufgrund eines Missgeschicks von Marcy bewusstlos wird, muss Al ins Spiel eingreifen. Al schafft den spielentscheidenden Home Run. Kurz bevor Al die Endbase erreicht, ergreift Al das Mikrofon und verkündet, dass er sich vom Sport zurückziehen wird. Die New Market Mallers gewinnen die Partie und damit die Meisterschaft, Al wird zum MVP gekürt. In der Schlussszene sieht man Al ein Jahr später bei einem Softball-Spiel in Kankakee im US-Bundesstaat Illinois, wo er mittlerweile einen Legendenstatus genießt. |           |                              |                                     |                      |                                       |             |                                 |
| 85 | 5         | Liebe geht durch den Magen   | The Dance Show                      | 21. Okt. 1990        | 30. Juni 1992                         | Gerry Cohen | Arthur Silver                   |
| Der Magen von Al knurrt vor Hunger, aber Peggy geht mit Marcy tanzen, anstatt zu kochen. In einem Tanzclub trifft Peggy auf den gut aussehenden und charmanten Andy und flirtet mit ihm, ohne zu wissen, dass er homosexuell ist. Währenddessen erhält Al Besuch von Pete, der sich mit ihm unterhält und ihm ein köstliches Essen zubereitet. Pete und Al teilen dieselben Interessen, Al ist überglücklich. Pete hat jedoch eine Bitte: Al soll seine Frau überzeugen, Andy in Ruhe zu lassen. Als Pete schließlich verspricht, mit Al ein Baseballspiel zu besuchen und für ihn zu braten, macht sich Al auf den Weg zum Tanzclub, um Peggy zu informieren, dass ihr Tanzpartner schwul ist. |           |                              |                                     |                      |                                       |             |                                 |
| 86 | 6         | Kellys Rache                 | Kelly Bounces Back                  | 28. Okt. 1990        | 1. Juli 1992                          | Gerry Cohen | Al Aidekman                     |
| Kelly muss sich einen Job suchen, so wünscht es sich Al. Sie ist überzeugt, dass sie als Werbemodel für den neuen Cadillac Allanté erfolgreich sein wird, da sie sich eine ganz besondere Idee ausgedacht hat, die sie den „Bundy-Schwung“ nennt. Doch ihre Idee wird von einer Konkurrentin gestohlen, die sie von Bud erfahren hat. Kelly schlägt ihre Konkurrentin nieder und erhält den Model-Job. In der Zwischenzeit weigert sich Peggy, im Haushalt zu helfen, und streikt, weil sie von ihrer Familie Respekt und Anerkennung für ihre „Arbeit“ einfordert. Al fühlt sich zwar besser, da er erkennt, dass er Peggy nicht unbedingt braucht, doch als er nach seiner Fernbedienung sucht, bittet er sie um Hilfe. Peggy hat die Fernbedienung und gibt sie ihm nur, wenn er mit ihr schläft, was Al widerwillig macht. |           |                              |                                     |                      |                                       |             |                                 |
| 87 | 7         | Al und die Außerirdischen    | Married… with Aliens                | 4. Nov. 1990         | 2. Juli 1992                          | Gerry Cohen | Ellen L. Fogle                  |
| Nach einer schweren Kopfverletzung beginnt Al, Außerirdische zu sehen. Doch alle anderen sind überzeugt, dass Al den Verstand verloren hat. Als er erfährt, dass eine Boulevardzeitung bereit ist, 1 Million US-Dollar für die Beweisbilder zu zahlen, beschließt er, aus dieser Situation Kapital zu schlagen. Die Außerirdischen kehren zurück und nehmen seine gebrauchten Socken – gewaschene Socken sind für sie unbrauchbar. Als Al ihnen anbietet, sie zu fotografieren, reagieren die Außerirdischen begeistert und er macht mehrere Gruppenfotos von ihnen. Doch im Fotolabor läuft etwas schief, und die Negativfilme werden unbrauchbar. Enttäuscht und frustriert kehrt Al nach Hause zurück. In der Schlussszene wird enthüllt, dass sie seine Socken gestohlen haben, weil sie diese als Treibstoff für ihre Raumschiffe benötigen, um eine kosmische Katastrophe abzuwenden. |           |                              |                                     |                      |                                       |             |                                 |
| 88 | 8         | Jagdsaison                   | Wabbit Season                       | 11. Nov. 1990        | 6. Juli 1992                          | Gerry Cohen | Ron Leavitt & Michael G. Moye   |
| Nachdem Al während eines Mitternachtsverkaufs bei der Arbeit einen Nervenzusammenbruch erlitten hat, beginnt er, im Garten zu arbeiten, um seinen Stress abzubauen. Doch schon bald gerät er in einen erbitterten Kampf mit einem Kaninchen, das seine Karotten stiehlt und damit Chaos bei den Bundys und Marcy anrichtet. Al ist fest entschlossen, das Kaninchen zu fangen und zu beseitigen, und schreckt vor nichts zurück. Er überflutet das Wohnzimmer seiner Nachbarn, indem er einen Schlauch in das Loch des Kaninchenbaus steckt. Außerdem versprüht er Giftgas auf seinem Grundstück, was jedoch alles tötet – einschließlich eines seltenen Weißkopfseeadlers. Al verletzt sich sogar selbst, als er mit einer Flinte in seinen eigenen Fuß schießt sowie mit einem Flammenwerfer die Nachbargärten niederbrennt und seine Füße verbrennt, jagt er die Häuser in die Luft, indem er Dynamit neben eine Gasleitung platziert. Doch gerade als er glaubt, den Kampf gewonnen zu haben, muss Al feststellen, dass er verloren hat: das Kaninchen hat überlebt. |           |                              |                                     |                      |                                       |             |                                 |
| 89 | 9         | Der Unwiderstehliche         | Do Ya Think I’m Sexy                | 18. Nov. 1990        | 7. Juli 1992                          | Gerry Cohen | Kevin Curran                    |
| Als Al eine Couch seiner neuen Nachbarin Brenda in ihr Haus transportiert, erwirbt er unerwartet den Ruf eines attraktiven Mannes unter den Frauen der Nachbarschaft. Er beginnt, sich zu duschen und elegante Kleidung zu tragen, was sich dramatisch auf seine Leistung bei der Arbeit und seine Beliebtheit bei den Damen auswirkt. Plötzlich strömen nicht nur Kunden in seinen Schuhladen, sondern auch schöne Frauen, die mit ihm flirten wollen. Al entwickelt ein neues Selbstbewusstsein, und sogar Marcy findet ihn mittlerweile ansprechend. Doch sein neues, attraktiveres Aussehen und seine verbesserte Einstellung verunsichern seine Familie, die nicht weiß, wie sie darauf reagieren soll. Als eine attraktive Frau ihn anbot, sie auf einer griechischen Insel zu begleiten, wird ihm klar, dass all das, was er in so kurzer Zeit erreicht hat, letztlich bedeutungslos erscheint. Er setzt sich auf seine Couch und verwandelt sich wieder in den ungepflegten Al, den seine Familie gut kennt und schätzt. |           |                              |                                     |                      |                                       |             |                                 |
| 90 | 10        | Ein Küken verlässt das Nest  | One Down, Two to Go                 | 25. Nov. 1990        | 8. Juli 1992                          | Gerry Cohen | Ralph R. Farquhar               |
| Kelly zieht aus, nachdem Al einen ihrer Freunde vor die Tür gesetzt hat. Während Al sich darüber freut, dass eines seiner Kinder endlich auszieht, macht sich Peggy Sorgen, dass sie keine gute Mutter war, und beginnt, Bud zu verhätscheln. Al, der zunächst seine Tochter nicht vermisst, fragt sich jedoch, wie Kelly sich ein großes Appartement für 246 US-Dollar leisten kann. Als er von ihr erfährt, dass ein Mann für die Miete aufkommt, schlägt er ihn bewusstlos. Allerdings stellt sich heraus, dass dieser Mann der Vater einer Mitbewohnerin ist. Al und Kelly vertragen sich und sie zieht wieder bei ihrer Familie ein. |           |                              |                                     |                      |                                       |             |                                 |
| 91 | 11        | Baby bringt Barschaft        | And Baby Makes Money                | 16. Dez. 1990        | 9. Juli 1992                          | Gerry Cohen | Art Everett                     |
| Nach dem Tod und der Beerdigung von Onkel Stymie Bundy, dem einzigen ledigen und wohlhabenden männlichen Verwandten der Bundys, beschließen Al und Peggy, miteinander zu schlafen. Ihr Ziel ist es, als Erste das 500.000-Dollar-Erbe von Stymie zu erhalten, indem sie ein Kind bekommen, das – entsprechend seinem Wunsch – nach ihm benannt werden soll. Für Al wird der Sex mit seiner Frau zur anstrengenden Herausforderung, die ihn so sehr erschöpft, dass er mit grauen Haaren im Rollstuhl landet und kaum noch handlungsfähig ist. Er wundert sich, warum Peggy nach monatelangem Versuch nicht schwanger wird. In Wirklichkeit nimmt Peggy heimlich die Antibabypillen, da sie nicht noch einmal schwanger werden möchte. Als schließlich bekannt wird, dass ein anderer Bundy das Erbe erhalten hat, schwindet Al schnell das Interesse an weiteren sexuellen Aktivitäten mit Peggy. Als er herausfindet, dass Peggy die Pille die ganze Zeit über genommen hat, rächt er sich, indem er einen positiven Schwangerschaftstest fälscht. |           |                              |                                     |                      |                                       |             |                                 |
| 92 | 12        | Schreckliches Erwachen       | Married… with Who                   | 6. Jan. 1991         | 13. Juli 1992                         | Gerry Cohen | Ellen L. Fogle                  |
| Nach einer wilden Nacht auf einem Banker-Kongress wacht Marcy auf und stellt überrascht fest, dass sie mit einem mysteriösen Mann namens Jefferson D’Arcy verheiratet ist. Um Marcy diese unerwartete Wendung in ihrem Leben zu verschönern, beschließt Peggy, eine formelle Hochzeitszeremonie für Marcy und Jefferson im Garten der Bundys zu organisieren – doch nichts läuft nach Plan. Al, der die Kosten so niedrig wie möglich halten möchte, spart an allen Ecken und Enden: Er arrangiert einen Kapitän, der über Funk die Zeremonie leitet, lädt Buds und Kellys Freunde ein, lässt Marcys Verwandte ausladen, verkauft günstiges Essen an die Gäste und lässt Bud die Hochzeitsfotos zeichnen. Während der Vorbereitungen erfährt Al jedoch, dass Jefferson ein ehemaliger Sträfling ist, der regelmäßig seinen Bewährungshelfer treffen muss. Er bittet Al, Marcy nichts von seiner Vergangenheit zu erzählen. Al verrät Marcy wenig später über Jeffersons Vergangenheit. Al gibt einen Teil seines Geldes für ein Grundstück am See Lake Chicamocomico aus, das sich als derselbe See herausstellt, an dem Jefferson Menschen um Geld betrogen hat und verhaftet wurde, da der See erst in 5 Millionen Jahren bewohnbar sein wird. |           |                              |                                     |                      |                                       |             |                                 |
| 93 | 13        | Der Pate                     | The Godfather                       | 3. Feb. 1991         | 15. Juli 1992                         | Gerry Cohen | Ralph R. Farquhar               |
| Al entdeckt, dass Kelly mit einem älteren Mann namens Harry zusammen ist. Als sich herausstellt, dass der ältere Mann mit der örtlichen Regierung in Verbindung steht und als Bürgermeister kandidiert. Ein Anruf von ihm genügt, um die Straßenschäden sofort reparieren zu lassen und die Straßenlaterne vor dem Haus instand zu setzen. Al nutzt die Situation aus, indem er sich selbst zum Paten der Nachbarschaft stilisiert und ihre Probleme löst – als Gegenleistung bezahlen sie mit Essen. Al wittert eine Geschäftsidee, als er davon erfährt, dass die Politessen 10.000 neue paar Schuhe brauchen und kauft vorab neue Schuhe um den Deal mit der Stadt abzuschließen. Doch Al steht vor einem Ruin, denn kurz darauf deckt die Lokalzeitung auf, dass der verheiratete Harry eine Affäre mit Kelly hat, was das Ende seiner politischen Karriere bedeutet. Es stellt sich heraus, dass Bud derjenige war, der die Beweisfotos an die Zeitung geschickt hat. |           |                              |                                     |                      |                                       |             |                                 |
| 94 | 14        | Schau mal, wer da bellt      | Look Who’s Barking                  | 10. Feb. 1991        | 14. Juli 1992                         | Gerry Cohen | Katherine Green                 |
| Die Geschichte wird aus der Perspektive von Buck erzählt, der aus dem Haus läuft und sich vernachlässigt fühlt, da niemand der Bundys daran denkt, ihn zu füttern. Hungrig schleicht er durch die Stadt und sucht in den Gassen nach etwas zu essen. Hinter einem Diner trifft er auf eine Hündin namens Lola, die mit Selbstmordgedanken kämpft, und beschließt, sie mit nach Hause zu nehmen. Schnell bereut er diese Entscheidung, denn Lola zieht die gesamte Aufmerksamkeit von Bud und Kelly auf sich. Währenddessen ist Al besessen davon, seinen geliebten Kirschkäsekuchen aus einem Restaurant in Wisconsin zu probieren. B. B. King hat einen Gastauftritt als Straßenmusiker. |           |                              |                                     |                      |                                       |             |                                 |
| 95 | 15        | Mein Klo ist meine Burg      | A Man’s Castle                      | 17. Feb. 1991        | 16. Juli 1992                         | Gerry Cohen | Stacie Lipp                     |
| Peggy gibt das Geld der Familie für die Teilnahme an einem Innenarchitekturkurs aus, sie zahlt 2.000 US-Dollar und fühlt sich großartig, sie hat ihre Berufung entdeckt. Ihr erstes Projekt ist das Badezimmer von Al. Als Al sieht, wie Peggy sein Badezimmer nach ihren Vorstellungen renoviert hat – unter anderem mit pinkfarbenem Stoff, der seine hochgelobte Ferguson-Toilette verziert – fällt er buchstäblich in Ohnmacht. Peggy informiert ihn, dass ihr Kurs noch am selben Abend zu Besuch kommen wird, um das umgestaltete Badezimmer zu bewerten. Al gerät in Panik, als ihm klar wird, dass er sein eigenes Badezimmer in diesem Zustand nicht mehr benutzen kann. Er flüchtet zu einer Tankstelle, wo er mit anderen Männern darauf wartet, die Toilette benutzen zu können. Dort hält er eine leidenschaftliche Rede und ruft dazu auf, sich den Frauen entgegenzustellen und die Toilette zurückzuerobern. Zu Hause trifft Peggy mit ihrem Kurs ein, um ihre Arbeit zu bewerten. Al gibt Peggy eine letzte Warnung, doch sie lacht darüber. Als ihm klar wird, dass er keine andere Wahl hat, isst er Nachos, Tacos und Burritos und betrinkt sich scharfer Chilisauce. Dann greift er sich eine Zeitung und stürmt die Treppe zu Peggys Badezimmer hinauf. Peggy und die Kursteilnehmer fliehen vor Al und verlassen hastig das Haus.                                                                                  |           |                              |                                     |                      |                                       |             |                                 |
| 96 | 16        | Der Nachtwächter             | All-Nite Security Dude              | 24. Feb. 1991        | 20. Juli 1992                         | Gerry Cohen | Glenn Eichler & Peter Gaffney   |
| Der Schuhladen wird renoviert, und Al sieht sich gezwungen, einen neuen Job zu suchen. Durch einen Hinweis von Bud erhält er eine Stelle als Wachmann an seiner ehemaligen Schule, wird jedoch entlassen, als die Schule verwüstet und die begehrte Football-Trophäe gestohlen wird, während er auf der Toilette war. Nun liegt es an Al, die Trophäe von seinem ehemaligen Highschool-Football-Rivalen Dixon (gespielt von Bubba Smith) zurückzuholen. Im Flurbereich der Schule kommt es zum Showdown. Zunächst überschlagen sich die beiden darin, wer vom Leben mehr bestraft wurde, da beide nicht gerade vom Glück verwöhnt sind. Al und Dixon beschließen, um die Trophäe zu kämpfen. In Zeitlupe wird ein Football-Spiel nachgeahmt, während sie sich gegenseitig schlagen und treten. Al kann das Duell schließlich für sich entscheiden. Erschöpft loben beide die Fähigkeiten des anderen und erinnern sich daran, dass sie einst großartige Sportler waren – und es immer noch sind. Doch dann betonen sie, dass sie jetzt schwer verletzt sind und keiner von ihnen mehr aufstehen kann. |           |                              |                                     |                      |                                       |             |                                 |
| 97 | 17        | Es liegt mir auf der Zunge   | Oldies But Young ’Uns               | 17. März 1991        | 22. Juli 1992                         | Gerry Cohen | Bill Prady                      |
| AAl ist besessen davon, sich an den Titel eines Liedes zu erinnern, das er im Radio hört. Nach langem Suchen findet er schließlich in einem Plattenladen den Song, der gerade in einer Jukebox gespielt wird – es handelt sich um Anna (Go to Him) von Arthur Alexander. Er kauft die Schallplatte für 60 US-Dollar. In der Zwischenzeit trifft sich Kelly mit Vinnie, der sich als der nicht besonders schlaue Sohn von Als altem Highschool-Freund Charlie herausstellt. Zunächst ist Al erfreut, Charlies Sohn zu treffen, doch als er erfährt, dass Vinnie mit seiner Tochter ein Date hat, wird er wütend. Vinnie hingegen ist optimistisch, dass er mit Al gut auskommen wird. In der Schlussszene zerbricht Vinnie versehentlich die Schallplatte von Al, als er sich gerade mit Kelly küsst. |           |                              |                                     |                      |                                       |             |                                 |
| 98 | 18        | Ende gut, alles gut          | Weenie Tot Lovers & Other Strangers | 24. März 1991        | 21. Juli 1992                         | Gerry Cohen | Kevin Curran                    |
| Bud benötigt dringend 100 US-Dollar, um an einem Treffen mit dem US-Präsidenten im Weißen Haus teilnehmen zu können. Kelly hingegen braucht den gleichen Betrag für ein Kleid, um bei der Miss-Wahl der Marke Weenie Tot zu gewinnen. Al entscheidet sich, das Geld an Kelly zu geben, während Bud leer ausgeht und zu Hause bleiben muss. Kelly gewinnt schließlich den Titel „Miss Weenie Tot“ und erhält als Preis einen Jahresvorrat von Als Lieblingsspeise – in Schmalz frittierte Fleischbällchen im Teigmantel. In den Verpackungen befindet sich zudem ein Gewinncoupon im Wert von 50.000 US-Dollar. Peggy ignoriert die Warnung von Al, dass die Verpackungen nicht geöffnet werden sollten, da der Inhalt an der Luft schnell verderben würde. Sie öffnet alle Verpackungen, um den Gewinncoupon zu finden, und findet ihn tatsächlich. Doch die Bundys können den Gewinn nicht einlösen, da ein Familienmitglied – Kelly als Werbemodel – für das Unternehmen arbeitet. Um das Geld dennoch zu beanspruchen, ziehen Al und Peggy ihre Nachbarn Marcy und Jefferson in ihren Plan mit ein. Bei der Gewinnübergabe stürmt jedoch die Steuerbehörde herein und informiert die Presse darüber, dass Jefferson in einen Betrugsskandal verwickelt war (Lake Chicamocomico) und einen Teil seines Vermögens zurückerstatten muss. Da Kelly über den Plan ausgeplaudert hat, muss Al schließlich ins Gefängnis.                     |           |                              |                                     |                      |                                       |             |                                 |
| 99 | 19        | Nachwuchs                    | Kids! Wadaya Gonna Do?              | 31. März 1991        | 23. Juli 1992                         | Linda Day   | Ellen L. Fogle                  |
| Während Al und Peggy bei einem Filmabend von Marcy und Jefferson eingeladen sind, wird Kelly von Bud überredet, auf eine Gruppe rüpelhafter Kinder aufzupassen. Bud, der das Babysitting arrangiert hat, geht zu einem Konzert von MC Hammer, um eine Frau aufreißen zu können. |           |                              |                                     |                      |                                       |             |                                 |
| 100 | 20        | Her mit den reichen Mädchen  | Top of the Heap                     | 7. Apr. 1991         | 4. Aug. 1992                          | Gerry Cohen | Ron Leavitt & Arthur Silver     |
| Vinnie und Charlie sind Hausmeister in einem heruntergekommenen Wohnhaus. Vinnie erholt sich gerade von einem Boxkampf, den er in der letzten Nacht verloren hat, während er gleichzeitig die Annäherungsversuche seiner Nachbarin Mona abwehren muss. Sie besuchen Al in seinem Schuhladen, um einige vermeintliche Lebensweisheiten über Frauen auszutauschen. Dabei stellt sich heraus, dass Al seinen Fernseher bei einer Wette verloren hat, weil Vinnie bei einem Boxkampf verloren hat. Charlie, der sich in seinem tristen Leben gelangweilt fühlt, hat einen Masterplan: Er und Vinnie wollen heimlich eine Wohltätigkeitsveranstaltung stürmen, um einige wohlhabende Frauen kennenzulernen, in der Hoffnung, dass Vinnie eine Frau heiratet, während Charlie die Avancen einer reichen Frau zu spüren bekommt. Bei der Veranstaltung versuchen sie durch windige Tricks in den elitären Kreis zu gelangen. Anmerkung: Dies ist die Pilotfolge für die Spin-Off-Serie Top of the Heap |           |                              |                                     |                      |                                       |             |                                 |
| 101 | 21        | Der millionste Besucher (1)  | You Better Shop Around: Part 1      | 14. Apr. 1991        | 27. Juli 1992                         | Linda Day   | John Brancato & Michael Ferris  |
| Während einer Hitzewelle kauft Al eine billige Klimaanlage aus dem Zweiten Weltkrieg, die jedoch in kürzester Zeit einen Stromausfall in der gesamten Nachbarschaft verursacht. Um der drückenden Hitze zu entkommen, hat Al eine geniale Idee: Er fährt mit seiner Familie zum Supermarkt. Dort haben sie Liegestühle an der Kühltheke aufgestellt, und die Bundys genießen die erfrischende Kühle. Dort genießen ihr Leben wie seit langem nicht mehr. Während eines Einkaufs werden die Bundys an der Kasse zum millionsten Kunden des Supermarkts gekürt und gewinnen ein Einkaufsguthaben im Wert von 1.000 US-Dollar, nachdem sie Marcy an der Kasse überholt haben. |           |                              |                                     |                      |                                       |             |                                 |
| 102 | 22        | Der millionste Besucher (2)  | You Better Shop Around: Part 2      | 21. Apr. 1991        | 28. Juli 1992                         | Linda Day   | Stacie Lipp                     |
| Da die Bundys sich an der Kasse vorgedrängelt haben, beschließt der Supermarktbesitzer, dass Al und Peggy gegen Marcy und Jefferson antreten müssen. Das Paar, das zuerst Einkaufswaren im Wert von 1.000 US-Dollar zusammen hat, gewinnt. Während des Wettbewerbs versuchen die Paare, sich gegenseitig zu sabotieren, was zu komischen und chaotischen Situationen führt. In der Zwischenzeit machen Bud und Kelly Jerry Mathers das Leben schwer. |           |                              |                                     |                      |                                       |             |                                 |
| 103 | 23        | Goldrausch (1)               | Route 666: Part 1                   | 28. Apr. 1991        | 29. Juli 1992                         | Gerry Cohen | Katherine Green                 |
| Al plant, alleine zur Schuhmesse nach Los Angeles zu reisen, sieht sich jedoch gezwungen, seine Familie mitzunehmen. Auf dem Weg dorthin fährt Kelly das Auto zu Schrott, und sie müssen das Auto reparieren lassen. Die Bundys sind gezwungen, in einer Kleinstadt in New Mexico zu übernachten. Ein alter Goldsucher spricht dort Al an und bietet ihm im Austausch für sein Auto eine Karte zu einer nahegelegenen Goldmine an. Al wittert die Chance auf ein großes Geschäft und stimmt dem Tausch zu. Sie rufen Marcy und Jefferson um Hilfe, die in der Annahme kommen, dass die Bundy-Kinder in Lebensgefahr sind. Doch schnell stellt sich heraus, dass Al und Peggy lediglich Geld für die Ausrüstung benötigen. Schließlich machen sich die sechs auf die Suche nach dem Gold. |           |                              |                                     |                      |                                       |             |                                 |
| 104 | 24        | Goldrausch (2)               | Route 666: Part 2                   | 5. Mai 1991          | 30. Juli 1992                         | Gerry Cohen | Ralph R. Farquhar               |
| Sie begeben sich auf eine Expedition, um nach Gold zu graben, doch ihre Gier und der Wahnsinn beginnen, sie langsam zu zerreißen. Nach drei Tagen entdecken sie schließlich, dass die Goldmine in Wirklichkeit eine lokale Touristenattraktion ist, bei der die Touristen selbst Gold finden sollen. Unwillig, ihre Niederlage zu akzeptieren, rauben sie den Touristen deren Uhren und Schmuck. Am Strand von Los Angeles entspannen sie sich und hören im Radio genüsslich von dem Raub in der Goldmine, während sie sich bewusst sind, dass sie nun von der Polizei gesucht werden. |           |                              |                                     |                      |                                       |             |                                 |
| 105 | 25        | Buck geht in die Zucht       | Buck the Stud                       | 19. Mai 1991         | 3. Aug. 1992                          | Gerry Cohen | Chip Johannessen & John Rinker  |
| Ein Mann bietet den Bundys 10.000 US-Dollar, wenn Buck die preisgekrönte Hündin namens Astoria’s Lady of Marseille decken würde. Al beschließt, seinem Hund beizubringen, wie das am besten funktioniert. Doch Buck ist nicht interessiert, da er in der Nachbarschaft bereits genug mit anderen Hündinnen zu tun hat. Um Buck gierig zu machen, sieht sich Al gezwungen, seinen Hund für längere Zeit einzusperren. Als Buck schließlich die Hündin Astoria erblickt, kann er sich nicht zurückhalten. Doch leider stirbt sie dabei und das Geld ist futsch. In der Zwischenzeit wird Kelly Buds Modeberaterin und kleidet ihn in mittelalterliche Kostüme. Zu ihrer Überraschung kommt Bud damit bei den Frauen sehr gut an. |           |                              |                                     |                      |                                       |             |                                 |

## Staffel 6
Die sechste Staffel wurde vom 15. September 1991 bis zum 17. Mai 1992 auf dem US-amerikanischen Fernsehsender Fox ausgestrahlt. Die deutschsprachige Erstausstrahlung erfolgte bei RTL vom 3. Januar bis zum 22. November 1994.
| Nr. (ges.) | Nr. (St.) | Deutscher Titel            | Originaltitel                                      | Erstausstrahlung USA | Deutschsprachige Erstausstrahlung (D) |
| ---------- | --------- | -------------------------- | -------------------------------------------------- | -------------------- | ------------------------------------- |
| 106        | 1         | Sie erwartet mein Baby (1) | She’s Having my Baby: Part 1                       | 8. Sep. 1991         | 3. Jan. 1994                          |
| 107        | 2         | Sie erwartet mein Baby (2) | She’s Having my Baby: Part 2                       | 15. Sep. 1991        | 10. Jan. 1994                         |
| 108        | 3         | Der Familienhammer         | If Al Had a Hammer                                 | 22. Sep. 1991        | 17. Jan. 1994                         |
| 109        | 4         | Miss Käse                  | Cheese, Cues, and Blood                            | 29. Sep. 1991        | 24. Jan. 1994                         |
| 110        | 5         | Marcys Wickeltisch         | Lookin’ for a Desk in All the Wrong Places         | 6. Okt. 1991         | 31. Jan. 1994                         |
| 111        | 6         | Buck hat Bauchschmerzen    | Buck Has a Belly Ache                              | 13. Okt. 1991        | 7. Feb. 1994                          |
| 112        | 7         | Die neue Brille            | If I Could See Me Now                              | 27. Okt. 1991        | 14. Feb. 1994                         |
| 113        | 8         | Die himmlische Idee        | God’s Shoes                                        | 6. Nov. 1991         | 21. Feb. 1994                         |
| 114        | 9         | Fernsehmania (1)           | Kelly Does Hollywood: Part 1                       | 10. Nov. 1991        | 28. Feb. 1994                         |
| 115        | 10        | Fernsehmania (2)           | Kelly Does Hollywood: Part 2                       | 17. Nov. 1991        | 7. März 1994                          |
| 116        | 11        | Als zweiter Job            | Al Bundy, Shoe Dick                                | 24. Nov. 1991        | 14. März 1994                         |
| 117        | 12        | Der Schuhgroupie           | So This Is How Sinatra Felt                        | 1. Dez. 1991         | 17. Nov. 1994                         |
| 118        | 13        | Meine Freundin Sandy       | I Who Have Nothing                                 | 22. Dez. 1991        | 15. Mai 1994                          |
| 119        | 14        | Mutproben                  | The Mystery of Skull Island                        | 5. Jan. 1992         | 19. Nov. 1994                         |
| 120        | 15        | Der Werbespot              | Just Shoe It                                       | 19. Jan. 1992        | 2. Juni 1994                          |
| 121        | 16        | Buds 18. Geburtstag        | Rites of Passage                                   | 9. Feb. 1992         | 16. Mai 1994                          |
| 122        | 17        | Das Ei und ich             | The Egg and I                                      | 16. Feb. 1992        | 17. Mai 1994                          |
| 123        | 18        | Bud wirft eine Party       | My Dinner with Anthrax                             | 23. Feb. 1992        | 18. Mai 1994                          |
| 124        | 19        | Der Fluch der Madame Inga  | Psychic Avengers                                   | 1. März 1992         | 22. Nov. 1994                         |
| 125        | 20        | Kelly und die Genies       | High I.Q.                                          | 22. März 1992        | 19. Mai 1994                          |
| 126        | 21        | Bud zwischen zwei Frauen   | Teacher Pets                                       | 5. Apr. 1992         | 24. Mai 1994                          |
| 127        | 22        | Modelkarriere ade          | The Goodbye Girl                                   | 19. Apr. 1992        | 24. Mai 1994                          |
| 128        | 23        | Mit Bedienung              | The Gas Station Show                               | 26. Apr. 1992        | 25. Mai 1994                          |
| 129        | 24        | Die Reise nach England (1) | England Show I                                     | 3. Mai 1992          | 19. Nov. 1994                         |
| 130        | 25        | Die Reise nach England (2) | England Show II: Wastin’ the Company’s Money       | 10. Mai 1992         | 19. Nov. 1994                         |
| 131        | 26        | Die Reise nach England (3) | England Show III: We’re Spending as Fast as We Can | 17. Mai 1992         | 19. Nov. 1994                         |

## Staffel 7
Die siebte Staffel wurde vom 13. September 1992 bis zum 23. Mai 1993 auf dem US-amerikanischen Fernsehsender Fox ausgestrahlt. Die deutschsprachige Erstausstrahlung erfolgte bei RTL vom 15. April bis zum 25. Dezember 1994.
| Nr. (ges.) | Nr. (St.) | Deutscher Titel                  | Originaltitel                           | Erstausstrahlung USA | Deutschsprachige Erstausstrahlung (D) |
| ---------- | --------- | -------------------------------- | --------------------------------------- | -------------------- | ------------------------------------- |
| 132        | 1         | Die magische Sieben              | Magnificent Seven                       | 13. Sep. 1992        | 26. Mai 1994                          |
| 133        | 2         | Samstagabend bei den Bundys      | T-R-A Something, Something Spells Tramp | 20. Sep. 1992        | 30. Mai 1994                          |
| 134        | 3         | Jeder Bundy hat einen Geburtstag | Every Bundy Has a Birthday              | 27. Sep. 1992        | 30. Mai 1994                          |
| 135        | 4         | Al oben ohne                     | Al on the Rocks                         | 4. Okt. 1992         | 31. Mai 1994                          |
| 136        | 5         | Reizwäsche                       | What I Did for Love                     | 11. Okt. 1992        | 2. Juni 1994                          |
| 137        | 6         | Buds verzweifelte Suche          | Frat Chance                             | 25. Okt. 1992        | 5. Juni 1994                          |
| 138        | 7         | Für Bier gegen Wein              | The Chicago Wine Party                  | 1. Nov. 1992         | 6. Juni 1994                          |
| 139        | 8         | Kellys neuer Job                 | Kelly Doesn’t Live Here Anymore         | 8. Nov. 1992         | 7. Juni 1994                          |
| 140        | 9         | Altrocker                        | Rock of Ages                            | 15. Nov. 1992        | 8. Juni 1994                          |
| 141        | 10        | Begrabt mich neben Fuzzy         | Death of a Shoe Salesman                | 22. Nov. 1992        | 9. Juni 1994                          |
| 142        | 11        | Buds Stipendium                  | The Old College Try                     | 13. Dez. 1992        | 12. Juni 1994                         |
| 143        | 12        | Waren das noch Zeiten            | Christmas                               | 20. Dez. 1992        | 25. Dez. 1994                         |
| 144        | 13        | Wer küsst die Braut?             | Wedding Show                            | 10. Jan. 1993        | 13. Juni 1994                         |
| 145        | 14        | Al fährt angeln                  | It Doesn’t Get Any Better Than This     | 24. Jan. 1993        | 14. Juni 1994                         |
| 146        | 15        | Wer hat Angst vorm Altwerden?    | Heels on Wheels                         | 7. Feb. 1993         | 15. Juni 1994                         |
| 147        | 16        | Der Mann mit der leeren Hose     | Mr. Empty Pants                         | 14. Feb. 1993        | 15. Apr. 1994                         |
| 148        | 17        | Du bist mein Herzblatt           | You Can’t Miss                          | 21. Feb. 1993        | 16. Juni 1994                         |
| 149        | 18        | Peggy und die Piraten            | Peggy and the Pirates                   | 28. Feb. 1993        | 20. Juni 1994                         |
| 150        | 19        | Die Altenspiele                  | Go for the Old                          | 14. März 1993        | 21. Juni 1994                         |
| 151        | 20        | Wessen Po ist das?               | Un–Alful Entry                          | 28. März 1993        | 22. Apr. 1994                         |
| 152        | 21        | Die Bundys im Kino               | Movie Show                              | 11. Apr. 1993        | 29. Apr. 1994                         |
| 153        | 22        | Manneskraft, die Freuden schafft | ’Til Death Do Us Part                   | 25. Apr. 1993        | 22. Juni 1994                         |
| 154        | 23        | Wenn ich mich zur Ruhe setze     | ’Tis Time to Smell the Roses            | 2. Mai 1993          | 23. Juni 1994                         |
| 155        | 24        | Wer klaut hier mein Auto?        | Old Insurance Dodge                     | 9. Mai 1993          | 26. Juni 1994                         |
| 156        | 25        | Die Nöte eines Ehebrechers       | The Wedding Repercussions               | 16. Mai 1993         | 27. Juni 1994                         |
| 157        | 26        | 500.000 Dollar für Al            | The Proposition                         | 23. Mai 1993         | 28. Juni 1994                         |

## Staffel 8
Die achte Staffel wurde vom 5. September 1993 bis zum 22. Mai 1994 auf dem US-amerikanischen Fernsehsender Fox ausgestrahlt. Die deutschsprachige Erstausstrahlung erfolgte bei RTL vom 29. April bis zum 17. Dezember 1995.
| Nr. (ges.) | Nr. (St.) | Deutscher Titel                  | Originaltitel                              | Erstausstrahlung USA | Deutschsprachige Erstausstrahlung (D) |
| ---------- | --------- | -------------------------------- | ------------------------------------------ | -------------------- | ------------------------------------- |
| 158        | 1         | Der Fan                          | A Tisket, a Tasket, Can Peg Make a Basket? | 5. Sep. 1993         | 2. Mai 1995                           |
| 159        | 2         | Straßenkämpfe                    | Hood in the Boyz                           | 12. Sep. 1993        | 3. Mai 1995                           |
| 160        | 3         | Der letzte Versuch               | Proud to Be Your Bud?                      | 19. Sep. 1993        | 4. Mai 1995                           |
| 161        | 4         | Der Gewinner                     | Luck of the Bundys                         | 26. Sep. 1993        | 29. Apr. 1995                         |
| 162        | 5         | Marcy Superstar                  | Banking on Marcy                           | 3. Okt. 1993         | 5. Mai 1995                           |
| 163        | 6         | Das neue Auto                    | No Chicken, No Check                       | 10. Okt. 1993        | 8. Mai 1995                           |
| 164        | 7         | Ein Mörder-Publikum              | Take My Wife, Please                       | 24. Okt. 1993        | 9. Mai 1995                           |
| 165        | 8         | Al als Arbeitgeber               | Scared Single                              | 7. Nov. 1993         | 29. Apr. 1995                         |
| 166        | 9         | Der männliche Feminist           | No Ma’am                                   | 14. Nov. 1993        | 10. Mai 1995                          |
| 167        | 10        | Die Sport–Bar                    | Dances with Weezy                          | 21. Nov. 1993        | 11. Mai 1995                          |
| 168        | 11        | Wo ist der Hund?                 | Change for a Buck                          | 28. Nov. 1993        | 12. Mai 1995                          |
| 169        | 12        | Weg mit dem Ding                 | A Little Off the Top                       | 12. Dez. 1993        | 15. Mai 1995                          |
| 170        | 13        | Warum sind wir nicht eingeladen? | The Worst Noel                             | 19. Dez. 1993        | 17. Dez. 1995                         |
| 171        | 14        | Die Couch brennt                 | Sofa So Good                               | 16. Jan. 1994        | 16. Mai 1995                          |
| 172        | 15        | Peg als Poster                   | Honey, I Blew Up Myself                    | 23. Jan. 1994        | 1. Mai 1995                           |
| 173        | 16        | Die Grenze                       | How Green Was My Apple                     | 6. Feb. 1994         | 17. Mai 1995                          |
| 174        | 17        | Verpasste Gelegenheiten          | Valentine’s Day Massacre                   | 13. Feb. 1994        | 18. Mai 1995                          |
| 175        | 18        | Die entscheidende Meile          | Get Outta Dodge                            | 20. Feb. 1994        | 18. Mai 1995                          |
| 176        | 19        | Marcys Schuss in den Ofen        | Field of Screams                           | 27. Feb. 1994        | 19. Mai 1995                          |
| 177        | 20        | Der Mann im Dunkel               | The D’Arcy Files                           | 20. März 1994        | 22. Mai 1995                          |
| 178        | 21        | Früher oder später               | Nooner or Later                            | 10. Apr. 1994        | 24. Mai 1995                          |
| 179        | 22        | Rücken wir zusammen              | Ride Scare                                 | 24. Apr. 1994        | 15. Juni 1995                         |
| 180        | 23        | Das Idol                         | The Legend of Ironhead Haynes              | 1. Mai 1994          | 23. Mai 1995                          |
| 181        | 24        | Der Supermarkt                   | Assault and Batteries                      | 8. Mai 1994          | 29. Mai 1995                          |
| 182        | 25        | Die Riesenwette                  | Al Goes Deep                               | 15. Mai 1994         | 15. Juni 1995                         |
| 183        | 26        | Die 10.000-Dollar-Frage          | Kelly Knows Something                      | 22. Mai 1994         | 26. Mai 1995                          |

## Staffel 9
Die neunte Staffel wurde vom 4. September 1994 bis zum 26. Mai 1995 auf dem US-amerikanischen Fernsehsender Fox ausgestrahlt. Die deutschsprachige Erstausstrahlung erfolgte bei RTL vom 15. Dezember 1995 bis zum 3. Mai 1996.
| Nr. (ges.) | Nr. (St.) | Deutscher Titel                       | Originaltitel                                | Erstausstrahlung USA | Deutschsprachige Erstausstrahlung (D) |
| ---------- | --------- | ------------------------------------- | -------------------------------------------- | -------------------- | ------------------------------------- |
| 184        | 1         | Der Traum vom großen Geld             | Shoeway to Heaven                            | 4. Sep. 1994         | 15. Dez. 1995                         |
| 185        | 2         | Mr. Bundy und sein Chauffeur          | Driving Mr. Boondy                           | 11. Sep. 1994        | 22. Dez. 1995                         |
| 186        | 3         | Der Pickel muss weg!                  | Kelly Breaks Out                             | 18. Sep. 1994        | 5. Jan. 1996                          |
| 187        | 4         | Die böse Nichte                       | Naughty But Niece                            | 25. Sep. 1994        | 29. Dez. 1995                         |
| 188        | 5         | Schlechte Geschäfte (1)               | Business Sucks: Part 1                       | 2. Okt. 1994         | 5. Apr. 1996                          |
| 189        | 6         | Schlechte Geschäfte (2)               | Business Still Sucks: Part 2                 | 9. Okt. 1994         | 5. Apr. 1996                          |
| 190        | 7         | Kein Sex vor der Ehe                  | Dial B for Virgin                            | 16. Okt. 1994        | 13. Jan. 1996                         |
| 191        | 8         | Schlaflos in Chicago                  | Sleepless in Chicago                         | 23. Okt. 1994        | 19. Jan. 1996                         |
| 192        | 9         | Bundys mal zwei                       | No Pot to Pease In                           | 6. Nov. 1994         | 26. Jan. 1996                         |
| 193        | 10        | Sportlerstolz                         | Dud Bowl                                     | 13. Nov. 1994        | 3. Feb. 1996                          |
| 194        | 11        | Der Baseball-Streik                   | A Man for No Seasons                         | 27. Nov. 1994        | 10. Feb. 1996                         |
| 195        | 12        | Wir wollen Psycho Dad (1)             | I Want My Psycho Dad: Part 1                 | 11. Dez. 1994        | 12. Apr. 1996                         |
| 196        | 13        | Wir wollen Psycho Dad (2)             | I Want My Psycho Dad: Second Blood: Part 2   | 18. Dez. 1994        | 12. Apr. 1996                         |
| 197        | 14        | Die Nacktbar                          | The Naked and the Dead, But Mostly the Naked | 8. Jan. 1995         | 17. Feb. 1996                         |
| 198        | 15        | Kelly wagt den Schuss                 | Kelly Takes a Shot                           | 15. Jan. 1995        | 24. Feb. 1996                         |
| 199        | 16        | Schatz, ich hab den Dodge geschrumpft | Get the Dodge Outta Hell                     | 5. Feb. 1995         | 9. März 1996                          |
| 200        | 17        | Buck wird alt                         | 25 Years and What Do You Get?                | 12. Feb. 1995        | 16. März 1996                         |
| 201        | 18        | Die Kreuzfahrt (1)                    | Ship Happens: Part 1                         | 19. Feb. 1995        | 19. Apr. 1996                         |
| 202        | 19        | Die Kreuzfahrt (2)                    | Ship Happens: Part 2                         | 26. Feb. 1995        | 19. Apr. 1996                         |
| 203        | 20        | Die Fernsehlegende                    | Something Larry This Way Comes               | 12. März 1995        | 2. März 1996                          |
| 204        | 21        | Wie gewonnen, so zerronnen            | And Bingo Was Her Game–O                     | 26. März 1995        | 23. März 1996                         |
| 205        | 22        | Der Schalter                          | User Friendly                                | 9. Apr. 1995         | 26. Apr. 1996                         |
| 206        | 23        | Regie: Al Bundy                       | Pump Fiction                                 | 30. Apr. 1995        | 3. Mai 1996                           |
| 207        | 24        | Bud schlägt zu                        | Radio Free Trumaine                          | 7. Mai 1995          | 3. Mai 1996                           |
| 208        | 25        | Barfuß auf der Bowlingbahn            | Shoeless Al                                  | 14. Mai 1995         | 26. Apr. 1996                         |
| 209        | 26        | Der geheime Verehrer                  | The Undergraduate                            | 21. Mai 1995         | 30. März 1996                         |

## Staffel 10
Die zehnte Staffel wurde vom 17. September 1995 bis zum 26. Mai 1996 auf dem US-amerikanischen Fernsehsender Fox ausgestrahlt. Die deutschsprachige Erstausstrahlung erfolgte bei RTL vom 29. Oktober bis zum 3. Dezember 1996.
| Nr. (ges.) | Nr. (St.) | Deutscher Titel                   | Originaltitel                                     | Erstausstrahlung USA | Deutschsprachige Erstausstrahlung (D) |
| ---------- | --------- | --------------------------------- | ------------------------------------------------- | -------------------- | ------------------------------------- |
| 210        | 1         | Rat’ mal, wer zum Essen kommt     | Guess Who’s Coming to Breakfast, Lunch and Dinner | 17. Sep. 1995        | 29. Okt. 1996                         |
| 211        | 2         | Schuhgeschäft mit Aussicht        | A Shoe Room with a View                           | 24. Sep. 1995        | 29. Okt. 1996                         |
| 212        | 3         | Trauerfeier für Buck              | Requiem for a Dead Briard                         | 1. Okt. 1995         | 30. Okt. 1996                         |
| 213        | 4         | Nichtswürden Al                   | Reverend Al                                       | 8. Okt. 1995         | 31. Okt. 1996                         |
| 214        | 5         | Das Wundermittel                  | How Bleen Was My Kelly                            | 15. Okt. 1995        | 4. Nov. 1996                          |
| 215        | 6         | Der Schwächling des Jahres        | The Weaker Sex                                    | 22. Okt. 1995        | 5. Nov. 1996                          |
| 216        | 7         | Bud im Ring                       | Flight of the Bumblebee                           | 29. Okt. 1995        | 6. Nov. 1996                          |
| 217        | 8         | Blond und blonder                 | Blonde and Blonder                                | 5. Nov. 1995         | 7. Nov. 1996                          |
| 218        | 9         | Scharf ist, was scharf macht      | The Two That Got Away                             | 19. Nov. 1995        | 8. Nov. 1996                          |
| 219        | 10        | Al sieht rot                      | Dud Bowl II                                       | 26. Nov. 1995        | 11. Nov. 1996                         |
| 220        | 11        | Auf Bärenjagd                     | Bearly Men                                        | 3. Dez. 1995         | 12. Nov. 1996                         |
| 221        | 12        | Am Rande des Wahnsinns            | Love Conquers Al                                  | 10. Dez. 1995        | 13. Nov. 1996                         |
| 222        | 13        | Heiße Weihnachten                 | I Can’t Believe It’s Butter                       | 17. Dez. 1995        | 14. Nov. 1996                         |
| 223        | 14        | Brüder, Väter und Mafiosi (1)     | The Hood, the Bud & the Kelly: Part 1             | 7. Jan. 1996         | 15. Nov. 1996                         |
| 224        | 15        | Brüder, Väter und Mafiosi (2)     | The Hood, the Bud & the Kelly: Part 2             | 14. Jan. 1996        | 18. Nov. 1996                         |
| 225        | 16        | Die Frau im Mann                  | Calendar Girl                                     | 4. Feb. 1996         | 19. Nov. 1996                         |
| 226        | 17        | Das Geheimnis der vier Buchstaben | The Agony and the Extra C                         | 11. Feb. 1996        | 20. Nov. 1996                         |
| 227        | 18        | Ab nach Florida (1)               | Spring Break: Part 1                              | 18. Feb. 1996        | 21. Nov. 1996                         |
| 228        | 19        | Ab nach Florida (2)               | Spring Break: Part 2                              | 25. Feb. 1996        | 22. Nov. 1996                         |
| 229        | 20        | Ein Dodge für Japan               | Turning Japanese                                  | 17. März 1996        | 25. Nov. 1996                         |
| 230        | 21        | Auf den Hund gekommen             | Al Goes to the Dogs                               | 24. März 1996        | 26. Nov. 1996                         |
| 231        | 22        | Feinde                            | Enemies                                           | 14. Apr. 1996        | 27. Nov. 1996                         |
| 232        | 23        | Buds Fehlgriff                    | Bud Hits the Books                                | 28. Apr. 1996        | 28. Nov. 1996                         |
| 233        | 24        | Der Kuss der Kaffeefrau           | Kiss of the Coffee Woman                          | 5. Mai 1996          | 29. Nov. 1996                         |
| 234        | 25        | Nicht lange fackeln, Al!          | Torch Song Duet                                   | 19. Mai 1996         | 2. Dez. 1996                          |
| 235        | 26        | Der Kannibale von Chicago         | The Joke’s on Al                                  | 26. Mai 1996         | 3. Dez. 1996                          |

## Staffel 11
Die elfte Staffel wurde vom 28. September 1996 bis zum 9. Juni 1997 auf dem US-amerikanischen Fernsehsender Fox ausgestrahlt. Die deutschsprachige Erstausstrahlung erfolgte bei RTL vom 21. November bis zum 30. Dezember 1997.
| Nr. (ges.) | Nr. (St.) | Deutscher Titel                | Originaltitel                     | Erstausstrahlung USA | Deutschsprachige Erstausstrahlung (D) |
| ---------- | --------- | ------------------------------ | --------------------------------- | -------------------- | ------------------------------------- |
| 236        | 1         | Windjammer                     | Twisted                           | 28. Sep. 1996        | 21. Nov. 1997                         |
| 237        | 2         | Das Schuh-Inferno              | Children of the Corns             | 5. Okt. 1996         | 24. Nov. 1997                         |
| 238        | 3         | Unschuldsengel                 | Kelly’s Gotta Habit               | 12. Okt. 1996        | 25. Nov. 1997                         |
| 239        | 4         | Auto am Tropf, Teil 1          | Requiem for a Chevyweight: Part 1 | 10. Nov. 1996        | 26. Nov. 1997                         |
| 240        | 5         | Auto am Tropf, Teil 2          | Requiem for a Chevyweight: Part 2 | 17. Nov. 1996        | 28. Nov. 1997                         |
| 241        | 6         | Ein Stück vom Kuchen           | A Bundy Thanksgiving              | 24. Nov. 1996        | 1. Dez. 1997                          |
| 242        | 7         | Nie wieder Urlaub              | The Juggs Have Left the Building  | 1. Dez. 1996         | 2. Dez. 1997                          |
| 243        | 8         | Schreckliche Weihnachten       | God Help Ye Merry Bundymen        | 22. Dez. 1996        | 3. Dez. 1997                          |
| 244        | 9         | Ein pfundiger Geburtstag       | Crimes Against Obesity            | 29. Dez. 1996        | 4. Dez. 1997                          |
| 245        | 10        | Al im Paradies                 | The Stepford Peg                  | 6. Jan. 1997         | 5. Dez. 1997                          |
| 246        | 11        | Garys Gigolo                   | Bud on the Side                   | 13. Jan. 1997        | 8. Dez. 1997                          |
| 247        | 12        | Gnadenlos                      | Grime and Punishment              | 20. Jan. 1997        | 9. Dez. 1997                          |
| 248        | 13        | Müllomania                     | T*R*A*S*H                         | 27. Jan. 1997        | 10. Dez. 1997                         |
| 249        | 14        | Scheiden tut weh, Teil 1       | Breaking Up Is Easy to Do: Part 1 | 24. Feb. 1997        | 11. Dez. 1997                         |
| 250        | 15        | Scheiden tut weh, Teil 2       | Breaking Up Is Easy to Do: Part 2 | 24. Feb. 1997        | 12. Dez. 1997                         |
| 251        | 16        | Scheiden tut weh, Teil 3       | Breaking Up Is Easy to Do: Part 3 | 3. März 1997         | 15. Dez. 1997                         |
| 252        | 17        | Schleiertanz                   | Live Nude Peg                     | 10. März 1997        | 16. Dez. 1997                         |
| 253        | 18        | Kelly im Fernsehland           | A Babe in Toyland                 | 17. März 1997        | 17. Dez. 1997                         |
| 254        | 19        | Lachfalten und Krähenfüße      | Birthday Boy Toy                  | 31. März 1997        | 18. Dez. 1997                         |
| 255        | 20        | Teuflisch gut                  | Damn Bundys                       | 28. Apr. 1997        | 19. Dez. 1997                         |
| 256        | 21        | Für Männerhände viel zu schade | Lez Be Friends                    | 10. Apr. 1997        | 20. Dez. 1997                         |
| 257        | 22        | Besuch aus dem Knast           | The Desperate Half-Hour           | 5. Mai 1997          | 29. Dez. 1997                         |
| 258        | 23        | Verliebt, verlobt, verratzt    | How to Marry a Moron              | 5. Mai 1997          | 30. Dez. 1997                         |
| 259        | 24        | Kuhhandel                      | Chicago Shoe Exchange             | 9. Juni 1997         | 23. Dez. 1997                         |